# 대한민국 임시정부
대한민국 임시정부(大韓民國臨時政府)는 1919년 발표된 3·1 독립선언서 및 3·1 운동에 기초하여 일본 제국의 대한제국 침탈과 식민 통치를 부인하고 한반도 내외의 항일 독립운동을 주도하기 위한 목적으로 설립된 망명정부이다. 간략히 임정이라고 한다. 1919년 4월 11일 중화민국 상하이시에서 수립되었고, 1948년 8월 15일 대한민국 정부가 수립됨으로써 해산하였다.
1919년 3.1 운동 직후 대한국민의회, 상해 임시정부, 한성정부 등 각지에 임시정부가 수립된 뒤, 같은 해 9월 11일 한성정부의 법을 계승한다는 원칙하에 상하이를 거점으로 대한국민의회, 상해 임시정부, 한성정부 등 국내외 7개의 임시정부들이 개헌형식으로 통합되어 대한민국 임시정부로 개편되었다. 이때 4월 11일 제정된 대한민국 임시 헌장의 내용을 대폭 보강하여 9월 11일 대한민국 임시 헌법을 제정하여 국호는 '대한민국', 정치 체제는 '민주공화국'으로 하고, 대통령제를 도입하고, 입법·행정·사법의 3권 분리 제도를 확립하였으며, 대한제국의 영토를 계승하고 구 황실을 우대한다고 명시하였다. 초대 대통령은 이승만이었고, 이후 김구, 이승만, 박은식 등이 임정의 수반을 거쳤다.
대한민국 임시정부는 일제강점기에는 윤봉길 의거 지휘, 한국 광복군 조직, 임정 승인을 위한 외교 등 다방면으로 독립운동을 활발하게 전개·지원하였고, 중화민국, 소련, 프랑스, 영국, 미국 등으로부터 경제적·군사적 지원을 받았다. 광복 후 미군정기에는 김구를 중심으로 임정 법통 운동을 주도하였다. 조선민주주의인민공화국에서는 대한민국 임시정부를 가리켜 상해 림시정부라 불렀다.
1948년 7월 17일 제정된 제헌 헌법에 "기미 삼일운동으로 대한민국을 건립하여"라고 명시되었고, 제헌 국회 의장 이승만은 국회개원식 축사를 통해 대한민국 정부의 임정 계승을 확실히 밝혔다. 1948년 8월 15일 대한민국 정부가 수립됨으로써 대한민국 임시정부는 해산하였다. 임정 초대 대통령이자 마지막 주석이었던 이승만이 대한민국의 초대 대통령이 되었다.

## 수립 과정

### 수립 배경

#### 민족자결주의
ㅏ1917년 4월 6일 미국은 독일에게 선전포고 하면서 제1차 세계 대전에 참전하였다. 이후 전세가 연합국의 승리로 굳어지자 1918년 1월 미국 제28대 대통령 우드로 윌슨은 미국 의회에서 민족자결주의를 제기하였다. 민족자결주의는 '각 민족은 자신의 정치적 운명을 스스로 결정할 권리가 있으며, 이 권리는 다른 민족의 간섭을 받을 수 없다'는 내용을 담고 있었으며, 이에 전 세계의 독립운동가들이 크게 고무되었다.
1918년 11월 11일 독일의 항복으로 제1차 세계 대전이 종결되고 유럽의 제국주의가 흔들리자 독립운동의 열기는 더욱 고조되었다. 1919년 1월 18일, 프랑스에서 파리강화회의가 개최되어 전후수습을 논의하였다. 1918년 상해에서 결성된 '신한청년당'은 김규식 등의 대표단을 파리로 보내 독립을 염원하는 탄원서를 강화회의에 제출하고 외교 활동을 전개했다. 그러나 프랑스 당국은 ‘정부대표가 아니면 참여할 수 없다’며 김규식과 한국 대표단을 회의에 참석하지 못하게 하며 문전박대했다.

#### 독립선언
1919년 1월 21일 고종이 일제에 의해 독살당했다는 소문이 돌자 반일감정이 고조되었다. 1919년 2월 1일 만주 지린에서 만주, 연해주, 중국, 미국 등 해외에서 활동 중인 독립운동가들 39명의 명의로 대한독립선언서(무오독립선언서)가 발표되었다.
선언서를 작성한 조소앙은 일본 도쿄로 건너가, 유학생인 백관수, 이광수 등을 지도하여 1919년 2월 8일 일본 도쿄 YMCA 강당에서 조선 유학생들이 2.8 독립 선언을 발표하도록 하였다. 이 선언서 작성 후 예관 신규식은 동제사 요원들로서, 곽경, 선우혁 등을 국내의 손병희, 이승훈 등에게 밀파하여 3월 1일 독립혁명의 거사에 참여하도록 밀서 등을 통하여 동참을 요청하였다.

#### 3·1 운동
1919년 3월 1일 고종의 장례식을 계기로 사람들이 모여들어, 민족대표 33인에 의해 3·1독립선언서(기미독립선언서)가 발표되었고 조선이 독립국가임을 전 세계에 널리 알리고자 전국 각지에서 3.1 운동이 일어났다. 당시 3.1 만세 운동 참가자는 약 202만 명으로 조선 전체 인구 2,000만 명의 10%에 달했으며, 사망자 7,500여 명, 부상자 16,000여 명, 체포·구금된 사람이 46,000여 명이었다. 만세 시위는 3월부터 시작하여 5월까지도 격렬하게 지속되었는데, 3·1독립선언서에 서명한 민족대표 33인은 일제 경찰에 연행·구금되어 사실상 지도부가 존재하지 않은 상황이었다.
3·1 운동으로 표출된 독립 의지를 대표할 조직이 필요하다는 인식이 국내외 독립운동가들 사이에 널리 확산되었다. 1919년 3·1 운동 후 독립운동을 계속 확대해 나가기 위해 국내외에서 정부수립계획이 진행되었다. 그러나 대한제국 순종이 건재하고 있어서 망설이는 인사들도 적지 않았다.

### 각지의 임시정부 수립 (1919)

#### 대한국민의회
대한국민의회(노령 임시정부)는 1919년 3월 17일(2월 25일이라는 설도 있음) 블라디보스토크에서 한군명(제1설), 문창범(제2설), 이동휘(제3설)의 주도하에 전로한족중앙총회(全露韓族中央總會)를 개편하여 설립한 첫 임시정부이다.

#### 상해 임시정부

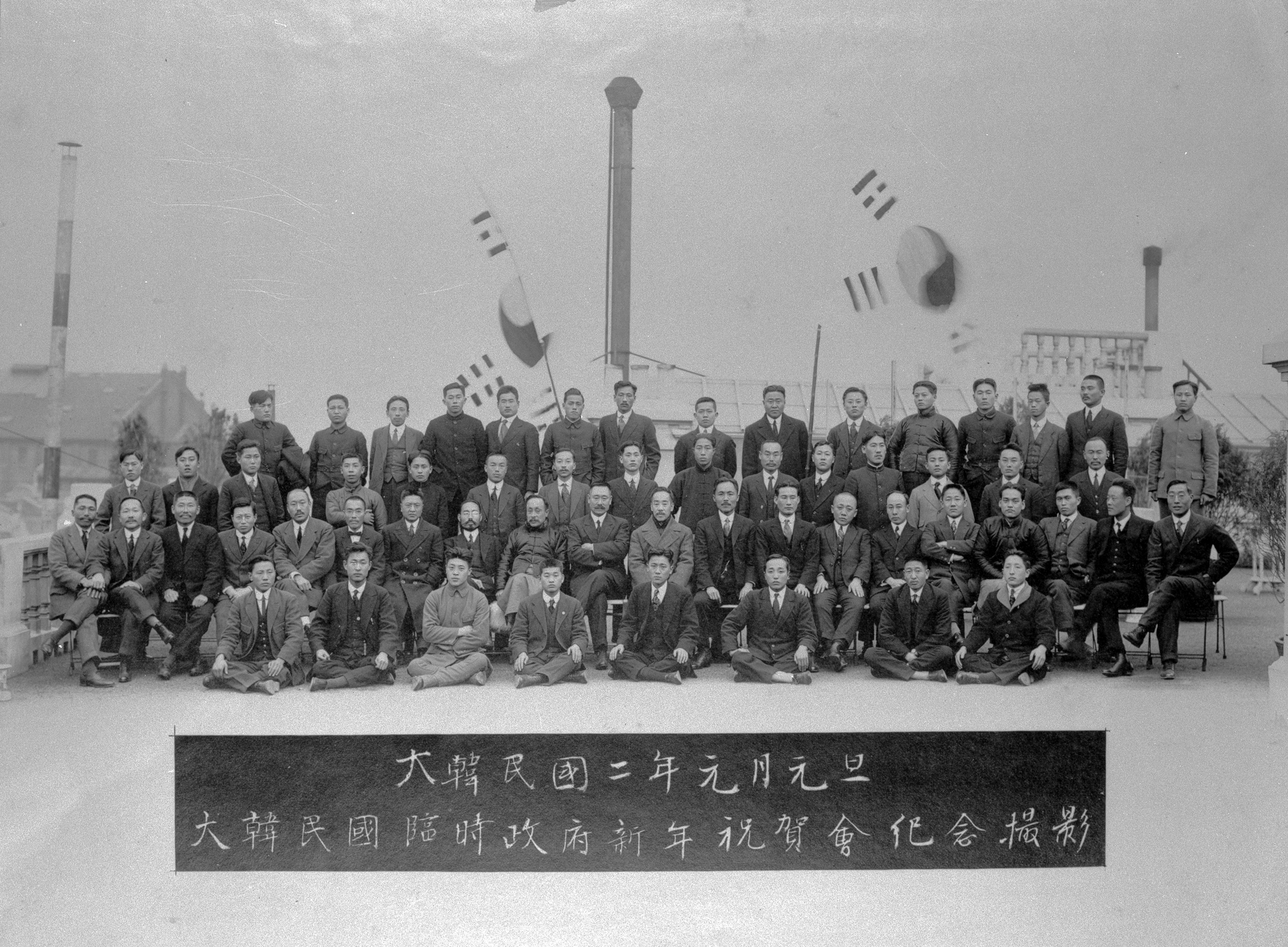
임시정부 창설 이듬해 1920년 1월 1일 대한민국 임시정부 신년축하식을 마치고.
첫째줄: 차균상, 손두환, 황일청, 박지명, 손정황, 김형균, 고일청, 엄항섭.
둘째줄: 김구, 양헌, 도인권, 김여제, 이유필, 김병조, 손정도, 신규식, 이동녕, 이동휘, 이시영, 안창호, 김철, 김립, 장건상, 윤현진, 신익희, 이규홍, 이춘숙, 정인과.
셋째줄: 김용정, 차원여, 한응화, 김태준, 신덕만, 이규서, 권태용, 임득산, 황학수, 김복형, 조봉길, 윤창만, 박인국, 이원익
넷째줄: 김희준, 최진석, 정제형, 김덕선, 명순조, 김영희, 김보연, 황진남, 김홍서, 정태희, 김홍운, 장원택, 유흥환, 김붕준, 장신국.

상하이의 민족지도자들이 파리 강화회담에 대표를 파견하는 과정에서 신한청년당을 조직하고 독립운동 방안을 논의하던 중, 1919년 4월 초 서울에서 망명한 인사들로부터 한성정부 수립 추진의 소식을 듣게 되었다. 이에 영향을 받은 상하이 민족지도자들은 1919년 4월 10일 상하이 프랑스 조계 김신부로(金神父路)에서 각 지역의 교포 1천여 명과 신한청년당이 주축이 되어 29인의 임시의정원 제헌의원이 모여 밤새 논의를 시작했다. 그 결과 13도 대표로 임시 의정원을 구성하였고, 임시 의정원은 한성정부의 각료구성을 수정하는 형식으로 절차를 밟아 나갔다.

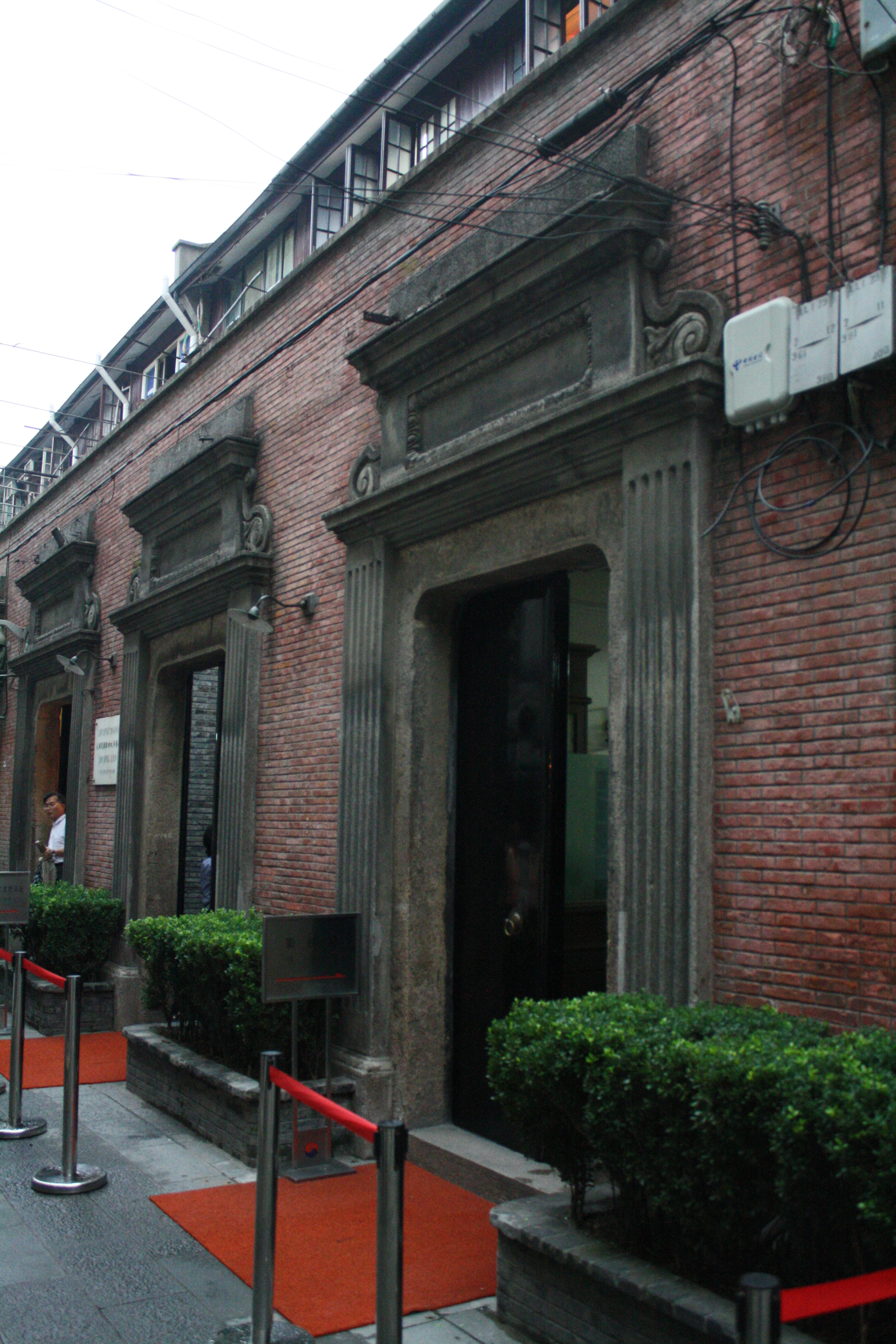
상하이의 대한민국 임시정부 자취

1919년 4월 11일 임시 의정원 회의에서 국호를 '대한민국'으로 정하고 '민주공화제'를 골간으로 한 대한민국 임시 헌장을 채택한 뒤 선거를 통해 국무원을 구성했다. 행정수반인 국무총리에 이승만을 추대하고, 내무총장에 안창호, 외무총장에 김규식, 군무총장에 이동휘, 재무총장에 최재형, 법무총장에 이시영, 교통총장에 문창범 등 6부의 총장을 임명한 뒤, 4월 11일 상해 임시정부 수립을 선포했다.

#### 한성정부
1919년 4월 2일 한남수(漢南洙), 홍진(홍면희), 이규갑(李奎甲), 김사국(金思國) 등은 13도 대표들을 비밀리에 인천 각국공원(만국공원)으로 불러 대표자 회의를 가졌다. 이 자리에서 한성정부 각 책임자 명단을 선정한 후, 4월 8일 강대현을 파견하여 임시헌법초안과 각원 명단을 상하이로 전달하였다. 이후 1919년 4월 중순 홍진과 이규갑 등은 상하이로 건너가 활동을 시작하였다.
1919년 4월 23일 경성에서 한성정부(한성 임시정부)가 수립되었다. 이날 독립운동가들은 한성정부를 수립하며 결행한 가두시위의 현수막에 적었던 구호는 '공화국 만세!'였다. 이어서 13도 대표 23명의 이름으로 선포문을 발표하고 이승만을 집정관총재, 이동휘를 국무총리총장으로 하는 민주공화 체제 정부를 선언했다.
1919년 4월 23일 이승만은 워싱턴 D.C.에 대한공화국(Republic of Korea) 활동본부를 설치하였다. 6월 14일부터 6월 27일까지 대한공화국 대통령 이름으로 미국, 영국, 프랑스, 이탈리아, 일본의 국가원수들과 파리 강화회담 의장 조르주 클레망소에게 한국의 독립선포를 알리는 공문을 발송했다. 7월 4일 국내외 동포에게 독립을 위한 헌신을 촉구하는 '대통령 선언서'를 발표했다. 7월 17일 워싱턴 D.C.에 대한공화국 임시공사관을 설치했다. 6월 이후 미국 언론에서 이승만은 ‘대한민국 대통령(president of the Republic of Korea)’, ‘한국의 임시 대통령(provisional president of Korea)’, ‘임시정부의 대통령(President of the provisional government of Korea)’ 등으로 불렸다.

#### 기타 임시정부
이외에도 실체는 확인되지 않으나 살포된 전단이나 보도기사 등에만 나타나는 이른바 ‘전단정부(傳單政府)’도 3~4개가량 존재한다.

### 임시정부 통합 (1919)

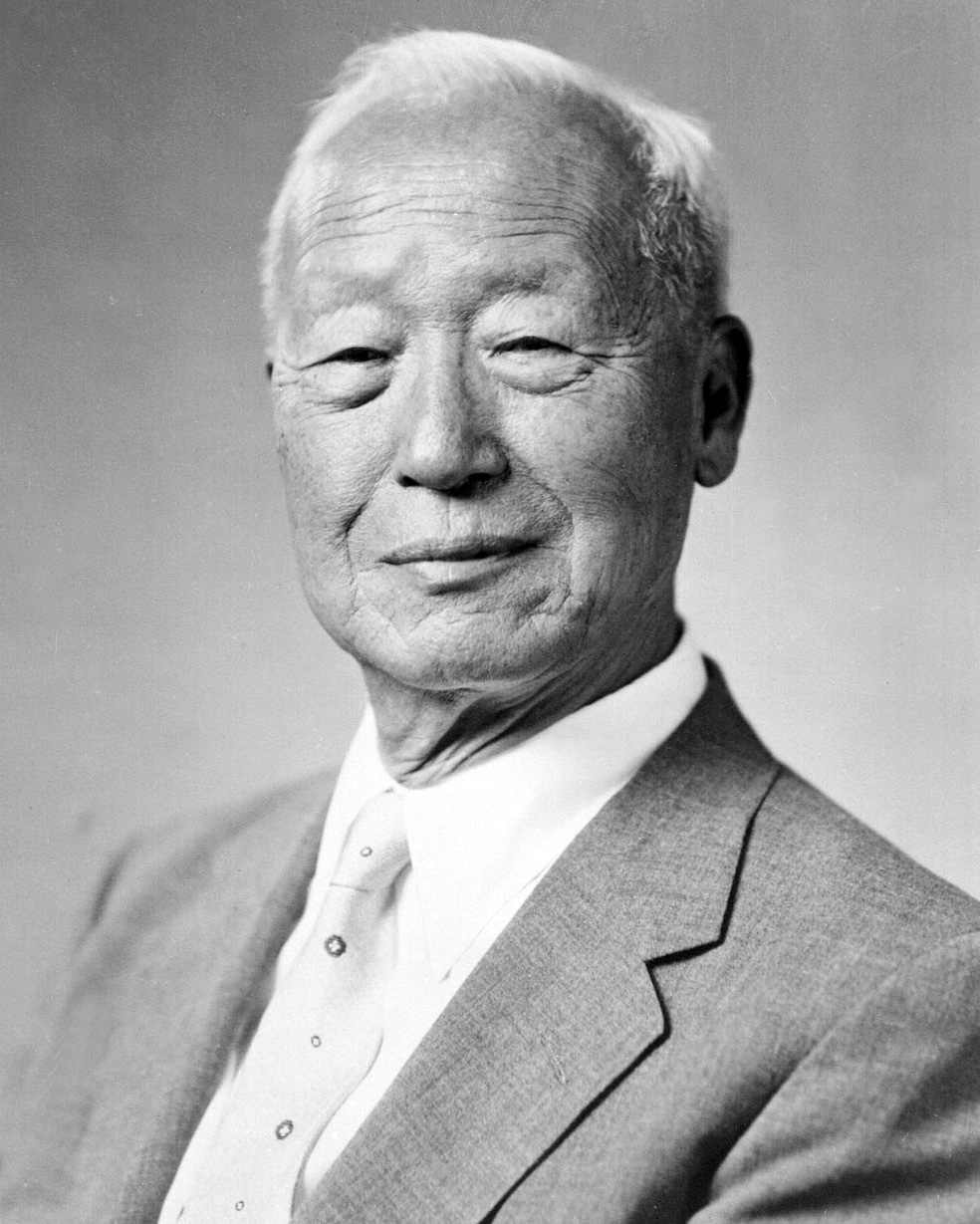
대한민국 임시정부의 초대 대통령 이승만

대한국민의회는 연해주에서 이미 활동하고 있었다. 상해 임시정부는 1919년 4월 22일 2차 의정원 의원 57인이 참석하여 국내의 8도 대표와 러시아, 중국, 미주 등 3개 지방대표가 각각 지방선거회를 통해 의정원 의원을 선출했다. 의장에는 이동녕, 부의장에는 손정도를 선출했다. 한성정부는 집정관총재로 선임된 이승만이 워싱턴 D.C.에서 집정관총재사무소를 설치, 운영하고 있었다. 이렇게 임시정부는 마치 연해주, 상하이, 워싱턴의 세 개로 분열된 것처럼 보였다.
1919년 5월 13일 상해 임시정부와 대한국민의회의 통합작업이 본격적으로 추진되었다. 그러나 양자의 통합문제는 쉽게 결말이 나지 않았다. 상해 임시정부 측은 대한국민의회와의 통합을 '양 의회의 합병론'으로 여겼다. 이 경우 임시 의정원과 대한국민의회가 의회 대 의회로 통합해도 상해 임시정부는 그대로 존속한다는 계산이 깔려 있었다. 이 점은 1919년 6월 7일 상해 임시정부가 임시 의정원에 제출하여 7월 14일에 통과된 제의안을 보아도 분명하다. 대한국민의회는 이 결의안을 그대로 받아들일 수 없었고 협상은 교착상태에 빠졌다. 이 과정에서 '한성정부 봉대론'이 급속하게 대두했다.
1919년 8월 18일 개최된 임시의정원 제6회 회의에는 통합 임시정부를 출범시키기 위한 제반문제들이 다루어졌다. 이때 한성정부를 '표준'으로서 통일 임시정부를 조직하기로 가닥이 잡혔다. 그리고 1919년 8월 20일 전후로 다음과 같은 정부 개조안이 합의되었다.
- 상해와 노령에서 설립한 정부들을 일체 작소하고, 오직 국내에서 13도 대표가 창설한 한성정부를 계승할 것이니 국내의 13도 대표가 민족 전체의 대표인 것을 인정함이다.
- 정부의 위치는 아직 상해에 둘 것이니 각지에 연락이 비교적 편리한 까닭이다.
- 상해에서 설립한 정부의 제도와 인선을 작소한 후에 한성정부의 집정관총재 제도와 그 인선을 채용하되, 상해에서 수립 이래 실시한 행정은 그대로 유효를 인정할 것이다.
- 정부의 명칭은 대한민국 임시정부라 할 것이니, 독립선언 이후에 각지를 원만히 대표하여 설립된 정부의 역사적 사실을 살리기 위함이다.
- 현재 정부 각원은 일제히 퇴직하고 한성정부가 선택한 각원들이 정부를 인계할 것이다.

1919년 9월 8일 이동휘가 통합 임시정부의 국무총리에 취임하기 위해 상하이에 도착함으로써 상해 임시정부와 대한국민의회의 통합이 성사되었다.
한성정부와 상해 임시정부의 통합은 수월한 편이었는데, 한성정부를 주도한 인사들이 일찍이 상해 임시정부와 연락을 가지며 의사를 반영해왔기 때문이다. 한성정부를 주도한 인사들은 한성정부를 서울에 수립하였지만 활동은 해외에서 해야 된다는 뜻에서 처음부터 해외인사를 망라한 내각을 구성하였으며, 이에 따라 정부를 상하이에 둔다는 점에도 이견을 내지 않았다.
1919년 9월 11일 상하이를 거점으로 상해 임시정부, 한성정부, 대한국민의회 등 국내외 7개의 임시정부들을 개헌형식으로 통합하여 대한민국 임시정부가 되었다. 이때 4월 11일 제정된 임시 헌장의 내용을 대폭 보강하여 9월 11일 임시 헌법을 제정하여 국호는 '대한민국', 정치 체제는 '민주공화국'으로 하고, 대통령제를 도입하고, 입법·행정·사법의 3권 분리 제도를 확립하였다. 대한제국의 영토를 계승하고 구 황실을 우대한다고 명시하였다. 초대 대통령은 이승만이었고, 이후 김구, 이승만, 이동녕, 박은식 등이 임정의 수반을 거쳤다.
상해 임시정부로 통폐합된 것은 지리적인 이점을 안고 가장 유리한 조건에서 가장 큰 규모의 정부(의정부와 행정부)를 구성하여 의원정치의 본령을 발휘하였고, 행정부를 구성하여 정치적 위기에 처했을 경우 가장 유연하게 대처했던 정부였기 때문이었다. 국내를 비롯하여 일본군이 주둔해 있는 중국 동삼성이나 러시아령 또는 본토와는 너무 떨어진 미주 일대보다는 상해가 비교적 안전한 지역이었다. 국호를 상해 임시정부의 것으로 정한 것은 다른 두 곳의 경우는 국호의 명시가 없었으므로 당연하였다. 그리고 각료구성을 한성정부의 것으로 따른 것은 한성정부가 국민대회라는 국민적 절차에 의해 수립되었으므로 정통성의 명분이 있었을 뿐만 아니라, 워싱턴 D.C.에 이미 집정관총재사무소가 설치, 운영되어 있었기 때문이다.
이후 대한민국 임시정부는 1919년 4월 11일을 임시정부 수립일로 하여 공식적으로 기념하였다.

### 임시정부 수립의 주체

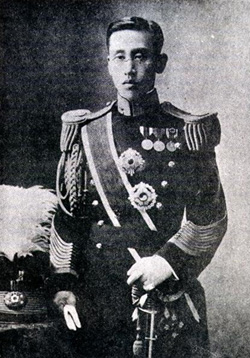
대한민국 임시정부로 망명을 시도한 대한제국 의친왕 이강

1919년 4월 11일부터 9월 11일까지의 각료 구성은 다음과 같았다. 국무총리 이승만, 국무총리대리 이동녕, 국무총리대리 안창호, 내무총장 안창호, 외무총장 김규식, 법무총장 이시영, 법무총장 南亨祐, 법무총장(겸임) 안창호, 재무총장 崔在亨, 군무총장 이동휘, 교통총장 문창범, 비서장 조소앙
1919년 9월 11일 대한민국 임시정부로 개편되었을 때의 각료 구성은 다음과 같았다. 대통령 이승만, 국무총리 이동휘, 국무총리임시대리 이동녕, 국무총리대리(겸임) 신규식, 내무총장 이동녕, 외무총장 박용만, 외무총장대리차장 鄭仁果, 외무총장(겸임) 이동휘, 외무총장대리차장 신익희, 외무총장대리차장 李喜儆, 외무총장(겸임) 신규식, 군무총장 노백린, 군무총장대리차장 金羲善, 군무총장(겸임) 이동휘, 군무총장 노백린, 법무총장 신규식, 학무총장 김규식, 학무총장대리차장 金仁全, 재무총장 이시영, 교통총장 문창범, 교통총장대리 차장 김철, 교통총장 南亨祐, 교통총장 孫貞道, 노동국 총판 안창호, 노동국 총판(겸임) 이시영
이 외에 신한청년당의 김규식, 여운형, 김구, 손정도, 조소앙, 김철, 선우혁, 한진교, 신석우, 현순, 신익희, 조성환, 이광, 최근우, 백남칠, 김대지, 남형우, 이시영, 이동녕, 조완구, 신채호, 진희창, 신철, 이영근, 조동진, 김동삼 등 30인도 참여하였다.
구 대한제국 인사들도 참여하였다. 대한제국 시절 황해도 관찰사와 충청남도 관찰사를 지낸 김가진은 1910년 일제에 나라를 빼앗긴 뒤 조선귀족령에 의해 남작 작위를 받은 고위직 관료였다. 그는 1919년 3.1 운동 이후 대동단이라는 비밀 독립 조직을 결성하고 총재를 맡았다. 그는 1919년 10월 상하이에 있는 대한민국 임시정부로 망명하여, 임시정부 고문 겸 김좌진 장군의 북로군정서 고문을 맡았다. 김가진은 고종의 다섯째 아들이자 한때 황태자 후보로 거론되었던 의친왕(이강)을 대한민국 임시정부로 탈출시킬 계획을 세우고 실무 준비를 하였다. 의친왕은 밀서를 보내, 대한민국 임시정부에 참여 의사를 표시하였다. 의친왕은 1919년 11월 중국 상하이에 있는 임시정부로 탈출하기 위하여 상복 차림으로 변복하고 만주 안동현까지 갔으나, 일본군에 발각되어 체포된 후 본국으로 강제 송환되었다. 의친왕이 임시정부에 보낸 밀서 내용은 1919년 11월 20일자 독립신문에 실렸다. "나는 차라리 자유 한국의 한 백성이 될지언정, 일본 정부의 친왕이 되기를 원치 않는다는 것을 우리 한인들에게 표시하고, 아울러 임시정부에 참가하여 독립운동에 몸바치기를 원한다."였다.

### 대한제국의 계승
대한민국이라는 이름은 고종이 창안한 대한제국이라는 이름에서 유래한 것이다. 대한민국이라는 국호는 1919년 4월 10일 임시정부의 첫 임시 의정원 회의에서 결정되었다. 국호를 정하기 위해 회의를 할 때 대한민국·조선공화국·고려공화국 등이 제안되었고 신석우가 '대한민국(大韓民國)'으로 국호를 정하자고 하니, 여운형이 '대한'이라는 이름으로 나라가 망했는데 또 다시 '대한'을 쓸 필요가 있느냐고 했다. 그러자 신석우는 "대한으로 망했으니 대한으로 다시 흥해보자"라고 부연 설명을 하며 대한제국에서 황제의 나라를 뜻하는 '제국(帝國)'을 공화국을 뜻하는 '민국(民國)'으로 바꾸어 대한민국을 국호로 제안하였고, 다수가 공감함에 따라 '대한민국'으로 결정되었다.
1919년 4월 11일 제정한 대한민국 임시 헌장 제8조와 9월 11일 대한민국 임시 헌법 제7조에 공히 "대한민국은 구 황실을 우대한다"고 밝혔고, 제3조에 "대한민국의 영토는 구한국(대한제국)의 판도로 한다"고 명시함으로써, 대한민국 임시정부가 대한제국을 계승함을 다시 확인하였다.

## 주요 활동

### 상하이 시기 (1919~1932)

#### 초기 활동 (1919)

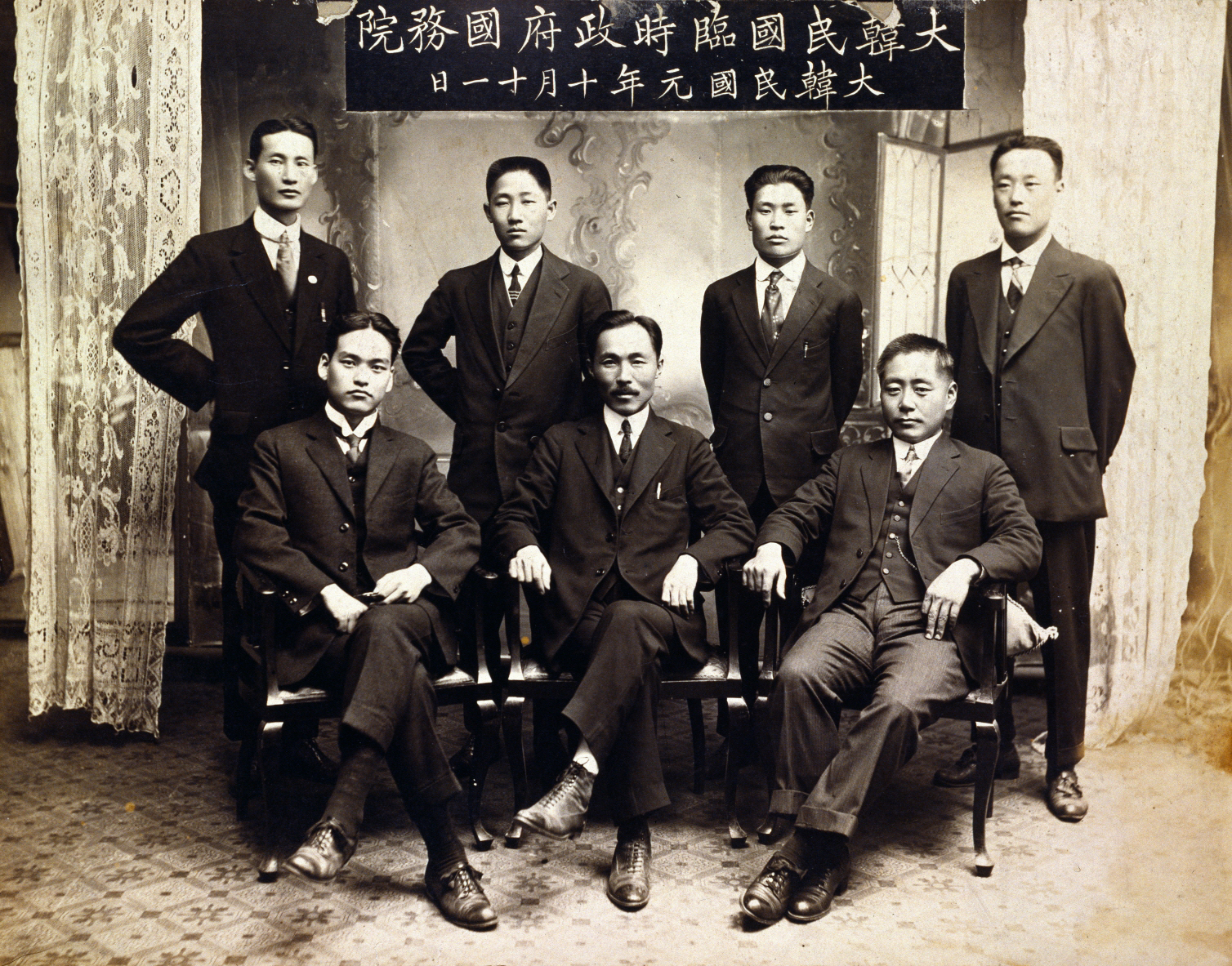
대한민국 임시정부 국무원 기념 사진(1919년 10월 11일). 앞줄 왼쪽부터 신익희, 안창호, 현순. 뒷줄 김철, 윤현진, 최창식, 이춘숙.

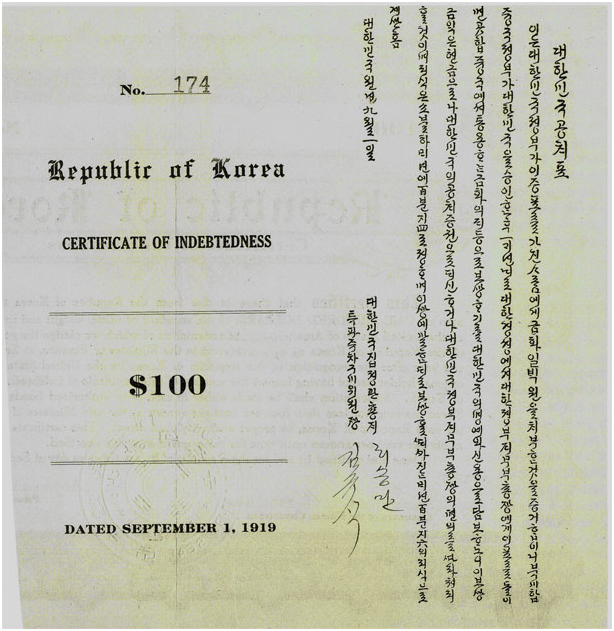
1919년 9월 1일, 집정관 총재인 이승만의 이름으로 발행된 100달러 대한민국 공채표.

초기 임시정부는 내무총장 안창호의 주도로 연통제(국내의 비밀행정조직망)와 임시정부 통신 기관인 교통국을 조직하는 한편 《독립신문》을 발행하였으며, 각종 외교 선전활동 등을 전개하였다. 또한, 애국공채 발행과 국민의연금을 통해 독립운동에 필요한 자금을 마련하였다.
1919년 7월 임시정부는 국제연맹 등 국제사회에 알리기 위해 《한일관계사료집(韓日關係史料集)》을 편찬하기로 하고, 7월 7일 정부령으로 국무원 내에 '임시사료편찬회'를 설치하였다. 임시사료편찬회는 총재 안창호, 주임 이광수, 간사 김홍서와 위원 8명 및 조역 22명 등 총 33명으로 구성되었다. 이들은 9월 23일 4편 4책으로 된 사료집을 완성하여 출판하였다. 총 100질을 출판하였는데, 이 중 1질이 미국 콜롬비아대학 극동도서관에 완질 형태로 전해지고 있다.

#### 한성정부 승인-개조 논란 (1919~1920)
대한민국 임시정부는 통합 직후부터 이동휘의 함경도 계열, 안창호의 평안도 계열, 이동녕·이시영의 경기도 계열 간의 주도권 경쟁이 심각했다. 이동휘와 문창범은 상해 임시정부를 해체하지 않은 상태에서 한성정부 형태로 개조한 것을 두고 안창호에게 대한국민의회 측을 무시하고 사기친 거냐며 항의했다. 이 한성정부 승인-개조 논란의 불똥은 이승만에게도 튀어서 집정관총재-대통령 직함 논란까지 생겼다.

#### 집정관-대통령 칭호 논란 (1919~1920)
1919년 8월 25일, 상해에서 안창호는 이승만에게 다음과 같은 편지를 보낸다.
| “ | 워싱턴 구미위원부 이승만 각하. 처음 임시정부는 국무총리 제도이고 한성 정부는 집정관 총재 제도이며, 어느 정부에나 대통령 직명이 없으므로 각하는 대통령이 아닙니다. 지금은 각하가 집정관 총재 직명을 가지고 정부를 대표하실 것이요, 헌법을 개정하지 않고 대통령 행사를 하시면 헌법 위반이며 정부를 통일하던 신조를 배반하는 것이니 대통령 행사를 하지 마시오. ㅡ 대한민국 임시정부 국무총리 대리 안창호 | ” |

1919년 8월 26일, 워싱턴에서 이승만은 안창호의 명의로 된 임시정부의 항의 전보를 받고 그 이튿날 즉시 그의 입장을 설명하는 전문을 상해 임시정부에 보냈다.
| “ | 상해 대한민국 임시정부 안창호 씨, 우리가 정부 승인을 얻으려고 전력하는데 내가 대통령 명의로 각국에 국서를 보냈고 대통령 명의로 한국 사정을 발표한 까닭에 지금 대통령 명칭을 변경하지 못하겠소. 만일 우리끼리 떠들어서 행동이 일치하지 못한 소문이 세상에 전파되면 독립 운동에 큰 방해가 있을 것이며 그 책임이 당신들에게 돌아갈 것이니 떠들지 마시오. | ” |

1919년 11월 29일, 이동휘가 이승만에게 보낸 서신에는 다음과 같은 내용이 있다. "각하, 혹칭 집정관 혹칭 대통령 不一한 명의를 다시는 대통령으로 확정하시고 헌법을 존중히 알으시고 공식상 문독에도 확적한 명의표현하시여야 大綱이 立하여 시정이 순행하리라 사유하나이다."
1919년 12월 3일 안현경이 이승만에게 보낸 서한의 내용 중에는 이동휘, 안창호, 이동녕·이시영 3파벌 싸움의 경과가 적혀 있으며, 이승만에게 집정관이란 칭호를 쓰지 말고 대통령이란 칭호를 쓰는 게 좋겠다는 조언이 있다.
1919년 12월 24일, 현순이 이승만에게 보낸 서한에는 '임시정부의 재정이 곤란한 가운데 대한인국민회가 안창호만 신뢰하고 그에게만 자금을 지원하여 안창호만 풍요롭게 지내고 있다', '서북파가 연결하여 기호파에 대항한다던지, 서북파가 또 스스로 분립하여 서로 대치한다던지 하여 임시정부가 단합치 못하고 있는데, 그 원인은 안창호나 이동휘가 러시아와 미주 등지에서 우민들에게 지방열을 고취하기 때문이다' 등의 내용이 있다.
1920년 1월 17일, 현순이 이승만에게 보낸 서한에 따르면 안창호와 이동휘는 서로 싸우다가도 이승만이 집정관총재 직함을 써서 상하이에 공문이나 전보를 보냈다하면 바로 합세하여 이승만을 모욕하였다. 집정관총재 직함 사용에 대해 이동휘는 "대가리가 썩엇다"고 했고 안창호는 "정신병 들인 자"라고 욕했다. 집정관총재-대통령 직함 논란에 처음엔 어리둥절한 반응만 보이던 이승만은 이런 소식을 듣자 적극적으로 논란을 해명하기 시작했다.
1920년 1월 22일, 이승만이 안현경에게 보낸 서한에는 다음과 같은 내용이 있다.
| “ | 만약 지금 내가 선언하길 '나는 대통령이요 집정관이 아니라'하면 국내에 충의지사의 희생한 목적을 배반하는 뜻도 없지 않거니와 혹자는 응당 평론하기를 '내가 대통령의 명호를 집정관보다 낫게 여긴다', '사실보다 명칭을 중히 여기는 자'가 될 것이오. 만약 '집정관으로 행할 것이요 대통령은 아니라'하면 이는 당초에 선거한 인원들의 실정도 아니오, 겸하여 각국에 통첩한 바와도 모순이 됨이라. 고로 내가 희망하는 바는 상해와 내지와 블라디보스토크 등지 각처 인원을 의하여 대부분 합동한 양으로 집정관이나 대통령이라 하는 것을 통용하여 준행함이 좋을 것 같소이다. 또한 나는 당초부터 집정관이 대통령으로 알았고 또한 이것이 사실인 바 증거도 가지고 있으니 어찌 자기기만인이리요. 국한문으로는 '집정관'이라 하였고 영문으로는 'President'라 하였으니 이는 곧 대통령이라는 뜻이외다. 이것을 재미 한인 일부는 평하길 '이승만 박사는 명호를 혹차 혹피로 불일기단(不一其端)'이라 하나 사실은 아니외다. 상해에 각원 제씨와 임시 의정원 첨원이 동일히 원하시면 나는 어차 어피에 고집지 않고 응종할 터이나 이와 같은 사정은 상세히 알리고자 함이외다." | ” |

1920년 1월 28일, 이승만이 이동휘에게 보낸 서한에서는 다음과 말하고 있다. "헌법을 존중히 하라 하심은 주의하도록 하기 어렵지 않으오나 이 정부 헌법은 고미득견(姑未得見)이외다."
1920년 2월 15일, 대한국민의회는 정식으로 복설을 선언하였다.
1920년 2월 18일, 이승만이 안창호에게 보낸 서한에는 더 이상 집정관 총재 직함을 사용하지 않고 대통령 직함을 사용하겠다는 내용이 있다. "정부 제공의 권고하신대로 대통령으로 행하오리다."
1920년 2월 26일, 안현경이 이승만에게 보낸 서한에는 다음과 같은 내용이 있다.
| “ | ⋯ 집정관-대통령 사건은 이번에 하신 전보로 해결이 된 모양인 바 다시 말 없을듯 하외다. ⋯ 내지 인심에 이 박사 대통령을 변경한다 말이 들어가면 모든 일이 와해될듯 하며 본국에서 바라기는 대통령 외교만 믿는다는 말 뿐인 고로 안창호 씨가 본국에 세력을 확장하려던 일은 실패되게 되며 본국에서 안창호 씨 행동과 이동휘 행동을 대공격이라고 합니다. ⋯ 아령에서는 임시정부를 반대하여 임시 의정원도 파송치 않고 시방 위임통치 문제로 시비가 분분한 모양이외다." | ” |

1920년 3월 23일, 임시 의정원에서 안창호는 한성정부 승인-개조 논란의 경과를 설명한 다음 이동휘 측에게 다음과 같이 말했다.
| “ | 사실 이러한즉 내가 생각하는 선후책은 오직 하나밖에 없다. '우리를 무시하고 우리를 사기하였다'하니 그 무시하고 사기하던 각원을 없애버리고 당신네의 신임하는 정부를 조직하라 하는 외에 방책이 없다. 현금 세계는 한국 문제를 극히 주목하는 중이오, 각국 통신원들은 어떤 작은 일이든지 빼지 않고 자국에 보도한다. 일전에도 모 외신 기자가 나에게 말하기를 '국토가 있어도 이와같이 불통일하면 안될 터인데 하물며 일촌의 국토가 없으면서 이같이 갈라지는 너희가 무엇으로 독립을 하겠다 하느냐'하고 '애당초에 독립전쟁이란 소리는 하지도 마라' 할 때에 나의 등에 땀이 흘렀노라. 안창호가 죽어서 한국이 통일된다 하면 죽으리라. 이 문제의 원인을 색하면 말을 잘못하였거나 마음을 잘못 먹었거나 하여간 책임있는 나를 처치하는 외에 다른 방책이 없다. 혹 의원 중에 '임시 의정원 해산을 단행하면 통일이 될 터인대 왜 못하느냐'하여 정부의 무능력을 책하지마는 임시 의정원 해산이란 말은 정부되여서는 입 밖에 내지도 못할 말이라. 선후책은 오직 책임자 물러가는 외에 없나니 무능력이니 무성의니 하여 악졸로 간다 표하지 말기를 희망하노라. | ” |

1921년 1월 24일, 이동휘는 국제공산당 자금사건으로 문책을 받다가 임시정부를 떠났다. 1921년 5월 11일, 안창호는 노동국총판 직을 사임하고 그 이후로 임시정부 각료를 맡지 않았다. 이에 대해 안창호는 스스로 평민으로 독립운동하는 것이 독립운동계에 더욱 유익하리라고 생각하기 때문이라고 해명하고 있다. 이 한성정부 승인-개조 논란은 1923년 국민대표회의의 개최를 야기한 중요한 요인 중 하나가 되었다.

#### 국제 연맹 위임통치 청원 논란 (1919~1920)
1919년 미국 대통령 우드로 윌슨이 민족자결주의를 제창하자 이승만은 미국에서 국제연맹의 위임통치를, 김규식은 프랑스 파리에서 전승국의 추인하 독립을 추진하였다.
1920년 12월 8일, 이승만이 임정 대통령 현지 취임을 위해 상하이에 도착한 후, 러시아 연해주 동포 사회를 이끌고 있던 이동휘와 대립각을 세웠다. 이동휘는 이승만의 외교독립론에 반대하다가 국제공산당 자금사건에 대한 책임을 지고 1921년 1월 24일 국무총리직을 사임했다. 마찬가지로 처음부터 이승만 수반론에 반대의사를 갖고 있었던 신채호도 외교독립론자들의 국제 연맹 위임통치 청원에 대해 "이완용은 있는 나라를 팔아먹었지만, 이승만은 없는 나라를 팔아먹으려 한다"고 성토하며 임시정부에서 이탈했다.
신채호는 분명히 위임 통치안이 정한경에 의해 초안이 작성되고 대한인국민회 중앙총회장 안창호의 정식 결의를 얻었으며, 이승만 뿐 아니라 김규식도 같은 문서를 각국에 발송되었다는 것을 모를리가 없었다. 즉, 그는 거짓 모함을 한 것이거나 아니면 잘 모르면서 저런 발언을 한 셈이다. 그러나 현순의 자서전인 현순자사(玄楯自史)를 보면 대강 왜 신채호가 저런 발언을 했는지 알 수 있는데, 임시정부에서 자신이 조소와 조롱거리로 놀림을 받은 것에 대한 악감정이 남아있던걸로 보인다.
| “ | 현안인 임시정부를 조직할새 2종의 숨겨진 흥미로운 일(逸事)이 있으니, 하나는 유위(有爲)의 청년들이 권총 목봉(木棒)들을 가지고 와서 한쪽은 회중을 보호하며 또 한쪽은 회중을 위협하여 공정한 조직을 개최한 것이오, 다른 하나는 신채호가 총리로 추천된 인사 즉 이승만, 박영효, 이상재 등을 반대하고 박용만을 천하니 그때 청년 중에서 현창운이 웃기려고 신채호를 추천하매 회중이 큰 소리로 웃자(齊聲大笑) 신씨가 노하여 자리를 떴다. 신씨가 이승만을 반대한 것은, 그 이유가 박용만이 신성에게 이승만이 위임 통치를 미국 정부에 청원하였다고 전보한 때문이었다. 그러나 당시 형세는 내외지를 막론하고 인심의 촉향이 오직 이승만에게 폭주하였었다. | ” |

1921년 국제공산당 자금사건과 자유시 참변 등으로 인해 임시정부에서 공산진영이 쫓겨나고, 비슷한 시기에 이승만이 위임통치 청원에 대해 적극적으로 해명하기 시작하자 이승만은 대통령제 제4기 내각까지 대통령직에 유임되었다.
1921년 3월 26일, 임시정부 기관지인 《독립신문》과의 기자회견에서 이승만은 다음과 같이 해명하였다.
| “ | ⋯ 그후 나는 신병으로 인하여 병원에 있을 때에 하루는 정한경 군이 일문을 초하여 왔는데 그 글의 뜻은 즉 한국이 더 불법 포악한 일본의 통치하에는 절대로 있기를 원치 않고 나중 독립할 목적으로 미국의 위임 통치를 받고자 한다는 의미이었소. 거기 양인이 서명한 후 한 건은 미국 외무부에 보내고 한 건은 신문사에 보낸 일이외다. 그런고로 이는 우리 독립 선언전의 구차하나마 시험하였던 일시 외교적 선전책에 불과한 것이오. 진정히 위임통치를 희구함은 아니외다. | ” |

오늘날 이승만·안창호·정한경 등의 위임통치 청원은 민족의 독립을 외세의 손에 맡겼다는 평가와 1910년대 말, 국내외 정세를 고려한 현실적인 차선책이었다는 평가가 상존한다.

#### 임시정부 대통령 이승만의 상해 밀항 (1920~1921)

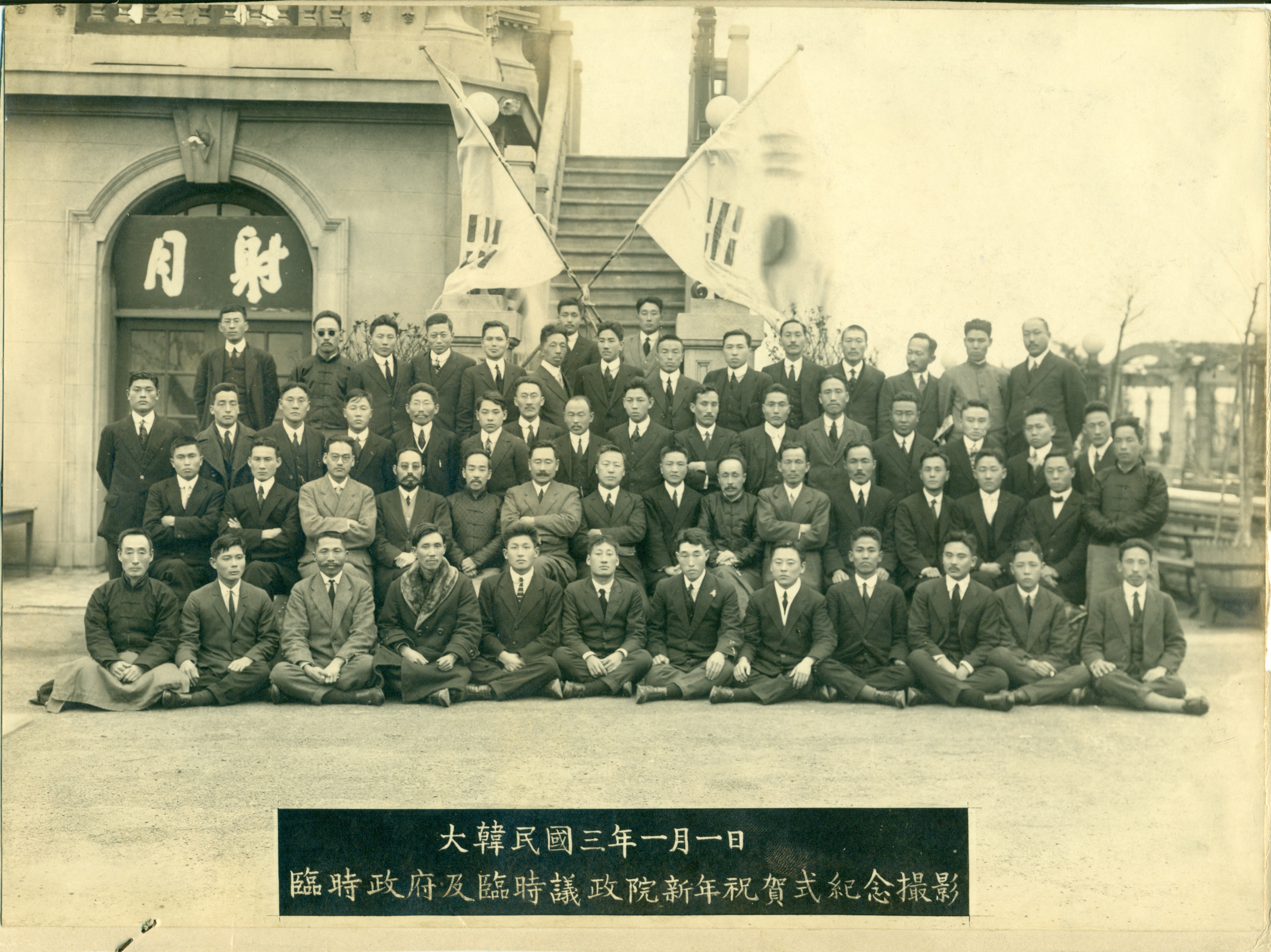
1921년 1월 1일, 대한민국 임시정부 신년하례회. 아래에서 두 번째 줄 왼쪽에서 일곱번째가 이승만, 맨아랫줄 왼쪽에서 세번째가 김구.

임시정부 내부가 여러 문제로 소란을 일게되자, 임시정부 주요 간부들은 대통령 이승만에게 상해에 와서 정리정돈을 해줄 것을 요청하였다. 하와이에서 상조회사를 운영하던 윌리엄 보스윅(William Borthwick)의 주선으로 일본을 거치지 않고 상해로 직행하는 배를 타고 비서인 임병직과 동행하여 마침내 상해에 도착하였다. 노백린의 안내로 맹연관에서 이틀을 지낸 후 보창로 32호에 있는 3층으로 된 임시정부 청사를 방문하였다. 그가 상해에 도착하자 수많은 망명 지사들과 정부 각원은 일찍이 그의 명성을 추앙하던 사람이나 반대하던 사람이나 논쟁을 일단 보류하고 많은 기대와 기쁨으로 그를 환영하였다. 임시정부 기관지인 《독립신문》은 1921년 1월 1일자 사설에서 이에 대해 다음과 같은 글을 실었다.
| “ | 국민아 우리 임시 대통령 이승만 각하 상해에 오시도다. ⋯ 우리의 원수, 우리의 지도자, 우리의 대통령을 따라 광복의 대업을 완수하기에 일심하자. ⋯ 우리는 우리의 생명을 그의 호령 밑에 바치자. 진실로 우리 대통령을 환영할 때에 우리가 그에 바칠 것은 화관도 아니오, 송가도 아니라, 오직 우리의 생명이니 ⋯ 마침내 그가 '나오너라'하고 전장으로 부르실 때에 일제히 '네'하고 나서자. | ” |

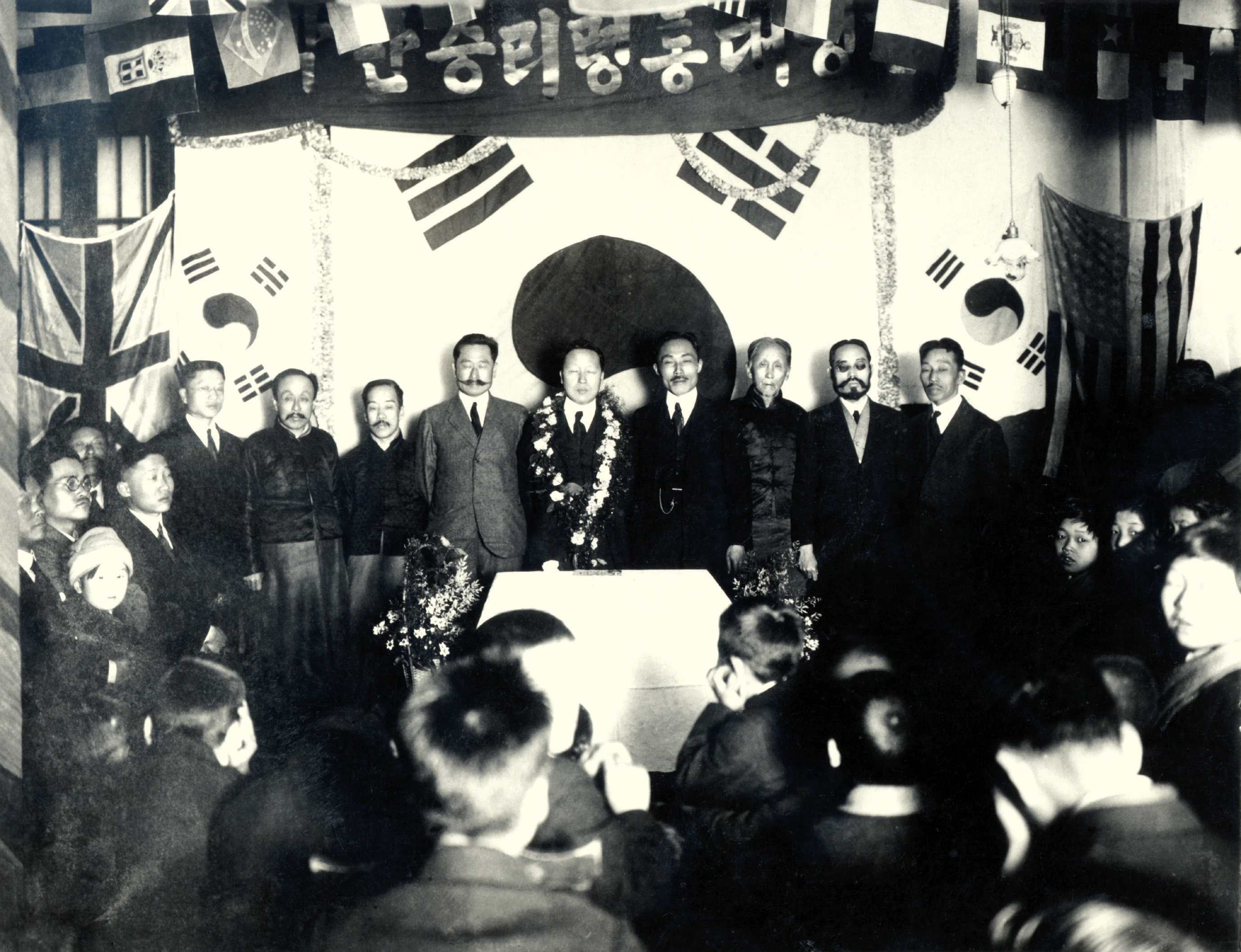
1920년 12월 28일, 열린 이승만 임시정부 대통령 환영회. 단상 왼쪽부터 손정도, 이동녕, 이시영, 이동휘, 이승만, 안창호, 박은식, 신규식, 장붕.

1921년 1월 15일, 대통령의 상해 방문을 환영하는 환영식이 열렸다. 환영식은 식순에 따라 일동의 애국가 봉창에 이어 개회사가 있은 다음, 여학생 둘이 화환을 받을어 이승만의 목에 걸어주었다. 또한 남녀 찬양대의 환영가가 있고나서 박은식, 안창호, 이일림의 환영사가 있었고 사진 촬영이 있은 후, 이승만의 연설이 시작되었다.
| “ | 나는 과거를 돌이켜 볼 때 국가와 민족에 대하여 조그마한 공로도 없는 사람입니다. 그러므로 이러한 환영석을 당할 때마다 송구스러울 뿐입니다. 그러나 나의 자랑할 것은 나라에 유익한 일이라면 불계이해(不計利害)하고 시험해 보는 것과 또는 끝까지 끌어 나아가며 불변하는 것은 자랑하며, 청년들에게 표준이 되리라 믿습니다. 독립협회 때부터 맹세한 결심이 오늘까지 쉬지 아니한 몇몇 친구도 지금까지 산재해 있습니다. 이 자리에도 안 총장, 이 총리 양씨의 만각풍상(萬却風霜)으로 지금까지 나옴을 보았습니다. 일찍이 내무총장 이동녕 씨와 더불어 동옥할 때에 오늘이 있을 줄은 생각지 못했습니다. 오늘 내가 이곳에 온 것은 많은 금전이나 대정략(大政略)을 가지고 온 것이 아니라, 재미 동포의 이곳에서 일하시는 여러분에게 감사하고자 하는 소식을 가지고 왔습니다. | ” |

그러나 이러한 단합의 분위기는 독립 운동의 방향에 대한 의견 차이로 오래가지 못하였다. 이동휘를 비롯한 세력은 소련 공산당의 힘을 빌려 독립 운동을 강화할 것을 주장하는가 하면, 또 다른 일부는 중국의 배일 정당과 제휴하여 공동 전선을 펼 것을 주장하기도 하였다. 뿐만 아니라 군사를 키워서 일본과 전쟁을 시도하는 행동파도 있었다. 이후 이승만은 임시 의정원에 연두교서를 보내어 행정 쇄신, 예산 절약, 외교 강화, 민병제의 채용, 행정 기구의 간소화 등 자신의 정견을 발표하였으나, 이러한 노력에도 불구하고 혼란과 분파적 대립 속에서 임시정부는 그 이전보다 더 심한 갈등의 소용돌이 속으로 빠져들게 되었다. 의견과 주장이 엇갈려 서로 합의를 보지 못하자, 불만을 품은 이동휘는 사직하고 뒤따라 안창호, 김규식 등도 사임하였다.

#### 워싱턴 군축 회담에 대표단 파견 (1921)
워싱턴 해군 군축 회의가 개최된다는 소식이 전해지자 대한민국 임시정부는 '대태평양회의(對太平洋會議)' 외교 후원회가 조직되었으며 '태평양 회의 선언서'를 발표하고 이 회의에 한국의 독립 문제를 제기하기 위하여 이승만을 미국으로 파견하였다. 당시 이승만은 밀항하여 상해에 와 있었는데 1921년 5월 20일, 많은 임시정부 요인과 교포들의 환송을 받으며 미국 기선 컬럼비아 호를 타고 필리핀의 마닐라를 거쳐 워싱턴으로 향하였다. 임시정부는 파견된 대표단의 활동을 뒤에서 후원하였으며, 뉴욕에서도 후원회가 조직되어 대표단의 외교 경비를 뒷받침해 주었다. 특히 뉴욕서 유학하던 조병옥, 허정 등의 청년 유학생들이 함께하여 많은 도움을 주었다.

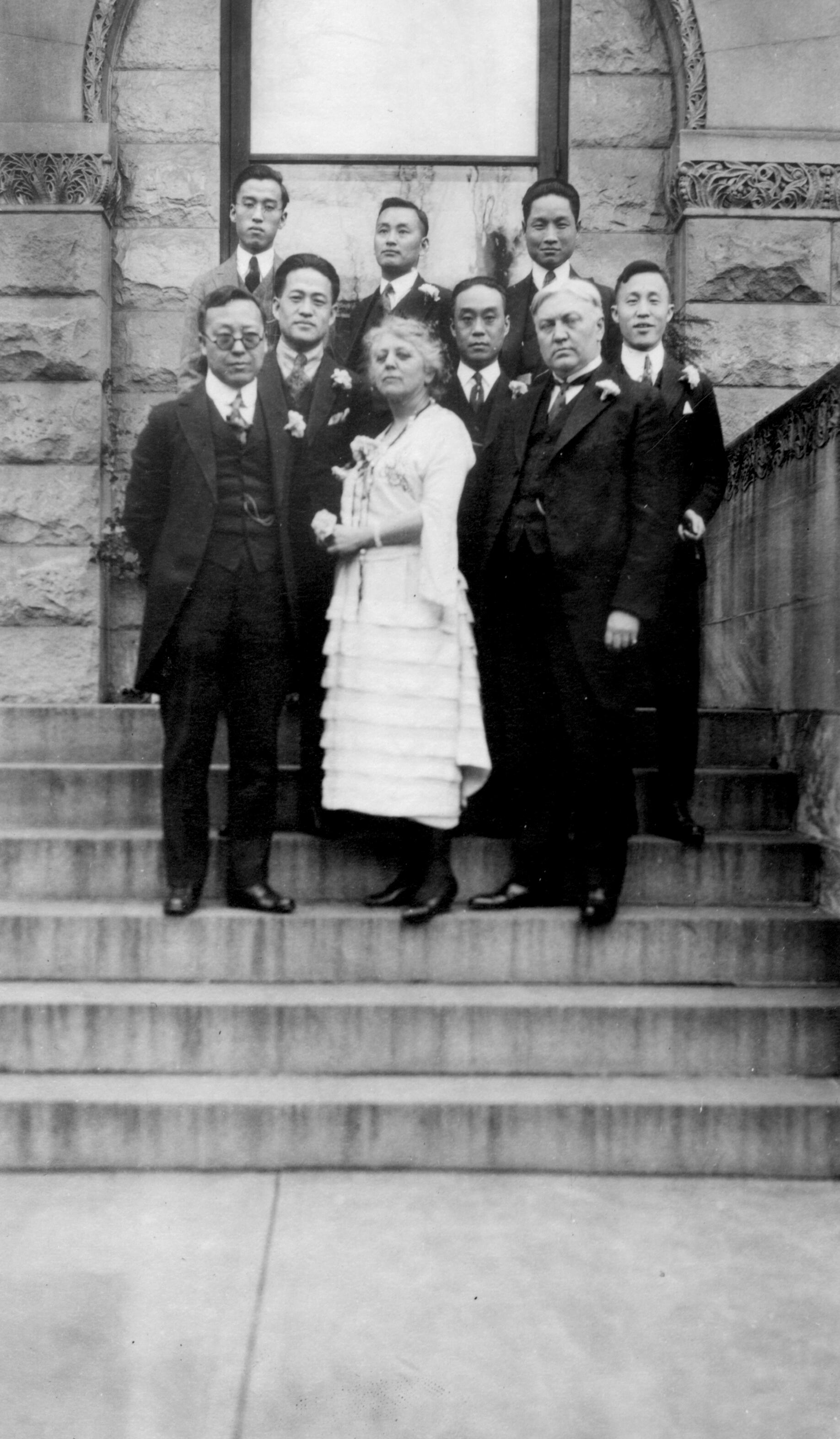
1921년, 워싱턴 군축회의의 교섭을 위한 구미위원부 팀 단체 사진. 앞줄 왼쪽 끝이 이승만, 타이피스트 메이본 여사, 법률 자문관 프레드 돌프.

워싱턴에 도착한 이승만은 한국 대표가 공식적으로 참석할 수 있도록 하기 위한 준비 위원회를 꾸리기 시작하였다. 임시정부 대표단이 공식적이라는 인상을 가능한 띄기 위하여 이승만의 평생의 독립운동 동지인 국제 통신사인 INS(International News Service)의 젊은 기자 J. 제롬 윌리암스 주선으로 신문 기자들을 초청하여 기자 회견을 열고 억압에 눌린 한국인들의 투쟁사를 설파하며 기자들을 통해 먼저 세계 여론을 환기시키도록 노력하였다. 그러나 이에 대해 호의적인 반응도 있었으나, 임시정부가 과연 한국민의 전체를 대표한 것인지 의문을 품는 자들도 상당하였다. 이에 이승만은 상해 임시정부에 공식 신임장을 전보로 요청하였고 1921년 9월 29일, 다음과 같은 신임장을 받게 되었다.
대한민국 임시정부는 1921년 9월 25일, 정식으로 전 각료의 특별 회의를 소집하고 토의한 결과 다음과 같은 결의안을 채택하였음을 이에 밝히는 바이다. 즉, 대한민국 대통령 이승만은 1921년 미국 워싱턴에서 개최되는 군비 축소회의에 전권을 가질 한국 대표단을 다음과 같이 선정 임명한다.
"전권대사 이승만, 전권부사 서재필, 비서관 정한경, 고문관 프레드 A. 돌프"
전권 대사에게 완전한 권한을 부여하며 대표 1명을 더 추가할 수 있음을 인정하며, 대표단의 전 인원은 5명으로 구성한다. 따라서 본 군축 회의에 한국 문제에 관한 주장을 제의할 권한을 부여하는 동시에 군축 회의에서 제기되는 모든 협정, 의정서, 조약 일체에 대한 협정 및 체결을 할 권한을 부여하는 바이다.

이 신임장을 미국 대표단의 단장인 허그스 미 국무장관과 군축 회의 사무국에 직접 제출하고 한국 대표단이 이 회의에 정식으로 참석할 수 있도록 주선해 줄 것을 요청하였으나, 이렇다할 아무런 회답도 얻지 못하였다. 그래서 한국 대표부는 옵저버로서라도 이 회의에 참석하여 한국 문제를 논의할 수 있도록 하기 위해 온갖 방안을 찾고자 하였다. 그러나 끝내 목표한 바는 이루지 못하였고 다만 법률 고문이었던 프레드 돌프의 임시정부 승인에 대한 논설이 1921년 12월 1일자 미 의회 회의록에 수록되는 결과만을 달성했다. 애초에 제국주의 열강간의 과도한 군비경쟁 해소 및 이권 조정이 회의의 목적이였던만큼 그들의 식민지에 대한 독립 등의 요구는 철저히 묵살되었다. 이 때 그는 이 회의가 끝나자 열강들에게 다음과 같은 경고를 하였다.
| “ | 자기들의 이익을 위해서 탈취할 수 있는대로 탈취하는 것이 오히려 정당한 것으로 통용될 때, 강대국은 이해가 상반되는 다른 강대국으로부터 정치 활동에 제한을 받게 된다. 이 결과가 전쟁을 야기한다는 것은 너무나 명백한 일이다. 오직 이러한 현실에서 외면당한 약소 국민만이 그들의 정당한 주장조차 펴지 못하고 주권을 유린당하게 되는 것이다. | ” |

이 회의 이후 대다수의 독립운동가들은 서구 열강에게 더 이상 그 어떤 기대도 하지 않게 되었고, 마침 소련 주도로 공산주의 운동이 커지면서 좌익과 우익 분화를 촉진하는 영향을 끼쳤다.

#### 제2차 국제공산당 자금사건 (1921~1922)
한인사회당의 이동휘는 1919년 3·1운동을 계기로 대대적인 독립운동을 벌이기 위하여 4월 25일 블라디보스토크의 신한촌(新韓村)에서 대표자대회를 열었다. 여기에서 중앙소비에트정부 및 국제공산당 코민테른과의 관계 정립을 위한 대표단 파견이 결의되어, 박진순·박애·이한영(李漢榮)이 8월 5일 모스크바로 떠났다. 코민테른과 한인사회당은 한국의 해방과 공산주의의 대의를 위하여 헌신하겠다는 협정을 맺고, 선전비 명목으로 자금을 지원 받았다. 박진순 일행은 자금을 가지고 모스크바를 떠나 9월 10일 이르쿠츠크에 도착하였다. 이 무렵 이동휘는 임정의 국무총리로 부임하였고, 이에 따라 한인사회당의 중심부도 상하이로 옮겨갔다. 박진순 일행이 이르쿠츠크에 도착하자 김철훈(金哲勳), 오하묵(吳夏默) 등은 전로한인공산당의 정통성을 주장하며 한인사회당에게 제공된 자금을 탈취하였다(김철훈이 박진순으로부터 자금을 요구하였으나, 탈취하지는 못하였다는 설도 있다.). 이것이 공산진영 상하이파와 이르쿠츠크파 간에 발생된 제1차 국제공산당 자금사건이다.
1919년 11월 초, 자금 탈취 사실을 보고 받은 이동휘는 박진순으로 하여금 코민테른에 보내는 탄원서를 가지고 다시 모스크바로 향하도록 하였다. 탄원서의 내용은 이르쿠츠크파에 대한 비방, 상해 대한민국 임시정부는 한인사회당의 정부라는 것, 한인사회당은 한국사람들 사이에 공산주의를 전파할 것이라는 것 등이었다. 1920년 7월 19일 '코민테른 2차 대회'에서 박진순이 활약한 결과 이동휘는 다시 한형권(韓馨權)을 파견할 수 있었다. 코민테른은 임시정부의 군자금을 지원하기 위해 한형권에게 1920년 9월 모스크바에서 40만 루블을 지원했다. 그러나 한형권은 이 자금을 임정에 보내지 않았다.
당시 임정은 한형권이 40만 루블을 김립 12만, 박진순 22만, 한형권 6만 루블씩 횡령한 것으로 파악했다. 그러나 이후의 연구에 따르면 한형권은 1920년 11월 20일 김립에게 40만 루블을 전달했고, 김립이 이 자금을 임정에 보내지 않았던 것이었다. 이 돈 중 일부는 김원봉에 의하여 독립 운동 자금으로 사용되었을 뿐 운반 책임자인 한형권과 김립에 의하여 불투명하게 사용되었다는 사실이 밝혀지자 이동휘는 임정에서 심한 문책을 받았다. 이동휘는 쇄신안으로서 임정을 시베리아로 옮길 것을 주장하였는데 뜻대로 되지 않자 1921년 1월 24일 국무총리직에서 사퇴하였다. "자기의 쇄신의안(刷新議案)을 정무회의에 제출하였던 바 일언의 심의도 없이 유멸(揉滅)하였다. 고로 자기 실력으로는 이 난관을 타개하기 어렵다."
1921년 9월 23일 베를린에서 코민테른은 한형권에게 '임정의 내부분열 타개'를 조건으로 다시 20만 루블을 지원하였다. 그리고 한형권은 20만 루블을 상하이로 가지고 왔지만 임정에 거의 내지 않고 이동휘 계열끼리만 비밀리에 사용했다. 이에 경무국장 김구는 김립을 임정 공금 횡령범으로 단정하여 오면직(吳冕稙), 노종균(盧種均)을 파견해 1922년 2월 6일 김립을 암살하였다. 이것이 공산진영(상하이파)과 민족진영 간에 발생된 제2차 국제공산당 자금사건이다.
1차 자금사건은 사회주의운동 세력 내의 이르쿠츠크파, 상해파의 내부노선 투쟁을 불러왔고, 2차 자금사건은 대한민국 임시정부 내의 한인사회당의 사회주의 노선과 민족주의 노선간의 분열을 불러왔다. 특히 2차 사건에 의해 사회주의 세력인 한인사회당이 민족주의 세력에 의해 임정에서 축출되었으며, 임정 주류세력이 사회주의 계열을 크게 적대하게 되었다. 또한 국제적으로 임시정부에 대한 국제적 신용을 실추시켜 자금확보가 어려워지게 되었다

#### 자유시 참변 (1921)
자유시 참변 또는 흑하사변(黑河事變)은 1921년 6월 28일 스보보드니(자유시)에서 공산진영인 고려공산당 이르쿠츠크파와 상하이파 간의 권력다툼 때문에 민족진영인 대한독립군단이 막대한 피해를 입은 참변이다. 이 사건으로 소련 붉은 군대가 한인 무장 독립군들을 포위, 학살하였다. 독립군 960명이 전사하고, 1,800여 명이 실종되거나 포로가 되어 소련 적군에 편입되었다. 대한독립군단은 와해되었다.
자유시 참변은 한국독립운동사의 가장 뼈아픈 사건 중하나라고 할 수 있다. 이 일로 수천 명의 항일 독립부대가 사라지고, 홍범도와 같은 뛰어난 무장들을 잃었다. 다행히 김좌진·김규식·이범석·김홍일 등은 이만에서 발길을 돌린 덕분에 참변의 화를 피할 수 있었다. 대한독립군단이 와해되었다는 소식을 들은 대한독립군단의 총재 서일은 책임을 통감하고 1924년 8월 28일 밀산에서 스스로 목숨을 끊었다.
한국의 반공주의는 개화기까진 없다가 공산주의 사상이 처음 소개된 일제강점기 1920년대로 소급된다는 것이 통설인데, 특히 자유시 참변 등을 계기로 많은 민족진영의 독립운동가들이 공산주의자들을 배척하게 되었다.
또한 상하이파와 이르쿠츠크파 두 공산주의 조직의 분열도 돌이킬 수 없는 상황으로 악화되었다.

#### 국민대표회의 (1921~1923)
1921년 후반 임시정부는 상하이와 국내를 이어주는 다리 역할을 했던 연통제, 교통국과 같은 국내 비밀행정 조직망이 파괴되고, 외교 선전활동의 무성과, 내부 계파 갈등, 심각한 재정난 등으로 거의 활동 불능 상태로 접어들었다. 인원도 줄어들어 초창기에 1,000여 명에 달하던 독립운동가들이 수십 명으로 감소하였다. 조선총독부는 밀정을 파견하여 임정 요인에 대한 체포, 납치, 암살 공작을 단행하였고, 김희선, 이광수, 정인과 같은 자들은 친일파로 변절하여 국내로 돌아가버렸다. 그러자 국민대표회의를 개최해 임정을 새로 만들거나(창조론) 개조하자(개조론)는 논의가 등장했다.
1921년 2월 국민대표회의 소집을 주장한 박은식·김창숙 등의 촉진선언문이 상해에서 발표되었다.
1921년 4월 27일 박용만·신채호·신숙 등의 북경군사통일회의(北京軍事統一會議)가 '상해임시정부와 임시의정원 일체를 불승인하고 1919년 4월 23일 발포된 대조선공화국 임시정부(한성정부)를 계승한다'는 통첩을 보내면서 국민대표회의 소집이 본격화되었다. 북경군사통일회의 결의문에는 한성정부를 계승한다 하였으나 국제 연맹 위임통치 건을 이유로 이승만과 안창호를 배제한다는 단서를 달았다.
국민대표회의 소집 문제는 각지의 동포들로부터 호응 속에서 마침내 국민대표회의주비회를 결성하는 데 이르렀다.
1923년 1월 3일 국민대표회의가 개막되었다. 안창호를 임시의장으로 한 예비회의에서 본회의에 상정할 안건이 심의되고, 1월 31일부터 김동삼(金東三)을 의장으로 본회의가 시작되었다. 회의엔 200여 명의 지역 대표들이 참석하여 임시정부의 존립을 두고 논쟁을 벌였다. 그들은 크게 창조파와 개조파로 나뉘어 대립했다. 창조파는 임시정부의 부진은 임시정부 조직 내 혁명 대중과의 연계장치가 조악하게 구성되었기 때문이라면서 임정의 해체와 재건을 주장했으나, 개조파는 임시정부의 체제보다도 개별적 인사들의 문제이니 인적 쇄신만 하는 선에서 마무리하기를 원했다. 또한 개조파는 임시정부를 해체하면서 그 대중적 권위도 함께 무너질 것을 우려하였다. 양쪽은 끝내 합의를 보지 못하였다.
1923년 3월 13일 임시정부 개조안이 상정되면서 양측의 대립은 더욱 격화되어, 5월 16일 결국 개조파인 만주 대표들이 사임하는 사태가 전개되었다.
1923년 4월 28일 창조파 조덕률(趙德律 또는 조덕진趙德津)·김두만(金斗萬) 등 12명의 임시 의정원 의원은 대국쇄신안으로서 이승만의 탄핵안을 제출하기도 하였다. 조선총독부 경무국의 보고에 의하면 이승만 탄핵안은 가결이 되었으나 그 실행은 일시 보류되었다.
1923년 6월 2일 김구는 내무부령 제1호를 선포하여 국민대표회의를 해산시켰다. "이른바 국민대표회의 6월 2일 연호 및 국호를 달리 정한 것은 국민에 대한 모반이기에 한두 차례 만나 타일러 귀순을 간곡히 권유했는데도 도무지 고집만 부려 방자하게 헌법을 제정한 것은 조국의 존엄한 권위를 침범했음이니라. 본 내무총장은 2천만 민족이 공동으로 위탁한 치안의 책임과 4천년 遺業의 神器를 保衛해야 하는 직권에 의거 소수인이 집회한 6월 2일 이래 모든 不軌행사의 繳銷를 명하고 대표회 자체의 즉각적인 해산을 명한다."
임정에서 축출된 창조파는 연해주로 건너가서 조선공화국(朝鮮共和國)이라는 임시정부를 수립했고 이를 소련의 레닌에게 보고하였으나, 소련 당국이 새 임시정부를 인정하지 않고 퇴거를 요구하는 바람에 새 임시정부는 해체되었고 창조파는 뿔뿔히 흩어졌다.

#### 무장독립운동단체 간의 갈등 (1923~1925)
대한통의부는 성립 당시부터 여러 세력의 연합체였기 때문에 처음부터 이념과 노선의 차이를 가지고 있었다. 특히 공화주의와 복벽주의(대한제국의 회복을 목표로 한 독립운동의 이념) 사이의 갈등이 심각하였는데, 이들의 갈등은 무력 충돌로까지 번졌고, 결국 복벽주의자들이 1923년 대한통의부를 탈퇴하고 새롭게 의군부를 창설하였다. 대한통의부와 의군부로 분립된 이후에도 양자 사이의 대립과 내부 분열이 계속되자, 대한통의부 의용군 제1⋅2⋅3중대와 유격대⋅독립소대는 1924년 대한통의부를 탈퇴한 후 대한민국 임시정부와 교섭하여 임정 산하의 무력 단체인 참의부를 설립하고 항일무장단체들이 대한민국 임시정부의 기치 아래로 모일 것을 주장하였다. 그러나 임정은 1923년 국민대표회의에서 창조파와 개조파가 대립하다 회의가 결국 결렬된 적이 있었기 때문에 신뢰받지 못했고, 임정은 도리어 대한통의부, 의군부, 참의부 간의 갈등에 휘말려 대중의 원망까지 받게 되었다. 이러한 가운데 임정 각료들은 이승만에게 상하이로 와서 직접 영도하여 갈등을 해결하고 임정을 개혁해줄 것을 요청하였으나, 이승만은 대한인국민회 중앙총회와 재정업무에 관한 갈등으로 구미위원부 모금에 차질이 생기고 임정의 재정난이 심각해지자 이를 해결하기 위해 대한인동지회를 통한 모금활동에 치중하고 있는 상황이었다.
1924년 중국대륙 전반에 공화주의가 대세로 등장하고 러시아 혁명으로 공산주의 기운이 확산됨에 따라 복벽주의 계열의 의군부는 점차 위축되어서 대부분 대한통의부에 편입되었고, 일부 잔류세력은 참의부로 편입되었다. 1924년 11월 대한통의부의 중추세력은 정의부를 결성하였다. 나머지 일부는 참의부에 합류하였다. 정의부는 하얼빈 이남 지린성 부근을 중심으로 항일독립운동의 전투를 하였다. 1925년 3월 북만주 일대 독립운동단체는 부여족통일회(扶餘族統一會)를 개최하고 각 파를 통일하여 신민부를 조직하고 닝안을 중심으로 중동선 일대에서 항일독립운동의 전투를 하였다. 그리하여 무장독립운동단체는 정의부, 신민부, 참의부의 새로운 3파 구도를 갖게 되었다.

#### 이승만 탄핵 면직 (1925)
임시정부의 고질적인 재정난, 임정 내 창조파·개조파·임정고수파 간의 갈등, 뿐만 아니라 임정 외부의 3부(대한통의부, 의군부, 참의부) 갈등에도 휘말려 극심한 혼란에 빠진 임정은 이승만에게 상하이로 와서 직접 영도해줄 것을 요청했지만 이승만은 임정의 자금난이 해결되지 않는 한 가봤자 소용없다며 거절하였다. 1924년 9월 29일 이승만이 이시영에게 보낸 서한에는 다음과 같은 내용이 있다. "형(이시영)께서는 여러 번 나더러 동쪽으로 오라고 권하셨습니다. (중략) 만일 몇 만원이 있어 허리에 차고 간다면 모두가 나를 환영하고 감싸 줄 것입니다. 허나 돈이 다하고 주머니가 비면 뿔뿔이 헤어져 별안간 길을 가는 사람 보듯이 할 것입니다. 그러니 다시 누구와 더불어 대사를 의논하겠습니까?"
임정이 위축되자 임정에 남은 소수의 세력들이 이승만을 몰아내려는 계획을 세웠다. 1925년 2월 25일 이시영이 이승만에게 보낸 서한에는 다음과 같은 내용이 있다.  "정국이 처음에는 백성들의 촉망을 많이 받았으나 이제는 박은식을 교사하여 허수아비로 만들었습니다. 지금은 불과 5, 6인이 논의를 주도하여 분열된 가운데 개헌을 주장하나 정신이 위원제에는 있지 아니하므로 재차 사표를 내게 되었고 혹자는 사직하고 떠난 자도 있습니다. 그런즉 순전히 서북인, 즉 흥사단의 내각이 된 셈입니다. 의회가 개원된 지는 이미 오래이나 의원은 자못 영성하여 모이는 것은 5, 6인에 지나지 않습니다. 경기도에서는 최창식(崔昌植)과 여운형만이 출석하고 충청도에서는 오직 하나 郭憲(즉 島山의 숭배자)뿐이며, 경상도와 전라도에서는 희망이 없다 하여 관망하고 나가지 않은 모양입니다. 이것이 대략의 실정입니다."
1925년 3월 23일 임시 의정원은 이승만을 대통령직에서 탄핵 면직하였다.
1925년 4월 1일 박은식이 이승만에게 보낸 서한에는 다음과 같은 내용이 있다. "이번에 정국이 변경된 것은 태좌(이승만)께서 상해를 떠나 멀리 있으면서 오래도록 돌아오지 않아서 몸소 정무를 주간하고 친히 민정을 살피지 못하여 온갖 조치가 그 타당성을 얻지 못한 데서 연유한 것입니다. 사람의 집에 주인이 없으면 그 집안 살림이 반드시 어지러워지는 법입니다. 하물며 나라의 정무에 있어서 이겠습니까? 작년 남만주사변(南滿洲事變)이 확대된 이후로 정부는 더욱 대중의 원망을 받게 되었고 인심은 갈수록 과격해져서 모두가 개혁이란 한 길로 치닫게 되었습니다. 이것이 가장 큰 원인이고 다른 문제는 모두가 소소한 것들입니다."
1925년 4월 9일 일본 《요미우리신문(讀賣新聞)》은 다음과 같이 보도하였다. "관계 당국에 도착한 전보에 따르면, 상해임시정부 의정원에서는 재정난 때문에 내홍, 내분이 끊임없고, 대통령 이승만은 단지 허명으로 항상 미국에 있어서 실무를 보지 않는다는 것과 기타 이유를 들어 지난달 18일 밤 의정원 회의를 열고 탄핵한 결과 위원 5명을 뽑아 심리한 끝에 만장일치로 23일 면직하기로 결의안 판서를 발표하는 동시에 다음날 24일 다시 임시대회를 개최하여 후임 대통령에 박은식을 천거하고 국무총리 겸 군무총장에 노백린을 천거했다고 한다."
한편 이시영, 조소앙, 김구 등은 이승만의 갑작스런 탄핵 면직은 임시 의정원의 횡포라며 반기를 들었다. 그러나 이승만은 4월 15일 김구에게 보낸 서한에 "보여주신 깊은 계획과 미래에 대한 고민은 우리들이 당연히 시행해야 할 大計가 아닌 것이 없습니다. 그러나 맨손과 맨주먹만으로는 절대로 성취할 수 있는 일들이 아닙니다. 반드시 먼저 자금을 마련한 연후에야 능히 추진할 수 있습니다"라고 자금난을 토로하면서 탄핵 면직에 대한 항거를 사실상 포기하였다. 또한 4월 22일 이승만이 이시영에게 보낸 서한에는 다음과 같은 내용이 있다. "이번의 정변은 저들이 오래 전부터 노려오던 것인데 틈을 엿보지 못하다가 石吾(이동녕)가 총리가 되자 비로소 단서를 열어서 이러한 亂階를 조성한 것입니다. 弟는 미리 짐작하고 누누히 글로 알려드린 바 있습니다. 그러나 한번 이루어진 일은 돌이킬 수 없는 만큼 말한들 무엇하겠습니까?" 하지만 이후에도 이동녕파와 이시영파의 기호파 내부 갈등은 한 동안 계속되었다.

#### 임정 지도체제의 위기 (1925~1927)
1925년 3월 23일 후임 대통령으로 취임한 박은식은 대통령제를 국무령제로 개헌한 뒤 7월 7일에 사임하였다.
1925년 7월 7일 초대 국무령 이상룡이 서간도에서 상하이로 왔지만 내각 조직에 실패하여 1926년 2월 18일 임기가 끝나고 다시 서간도로 돌아갔으며, 이후 몇 개월 간 내각이 조직되지 못하다가 1926년 7월 7일 홍진을 국무령으로 하여 국무령제 제2기 내각이 조직되었다.
1926년 12월 10일 김구가 국무령이 되어 1927년 4월 11일까지 제3기 내각이 운영되었다. 이동녕의 권유로 김구가 국무령에 선출되었으며, 김구는 국무령제를 집단지도체제인 국무위원제로 개헌하였다.
1927년 8월 19일 이동녕을 주석으로 한 국무위원제 제1기 내각이 조직되고 나서야 비로소 임정의 지도체제가 안정되었다. 당시 임정 각료 구성은 주석 겸 법무부장 이동녕, 내무부장 김구, 외무부장 吳永善, 조소앙, 군무부장 金澈, 재무부장 金甲으로 되었다. 김구는 내무부장으로서 임시정부의 실질적인 지도권을 행사하였다.

#### 전민족유일당 운동 (1926~1929)
1926년 10월 27일 베이징에서 한국독립유일당 북경촉성회가 창립된 것을 시작으로 전민족유일당 운동이 전개되었다.
1927년 4월 10일 상하이에서 홍진·홍남표(洪南杓) 2인 명의로 전민족적독립당 결성선언문(全民族的獨立黨結成宣言文)이 발표되었고, 4월 11일 한국유일독립당 상해촉성회가 창립되었다. 1927년 5월 8일 광둥에서는 한국유일독립당 광동촉성회를 창립하였고, 그 회원은 김성숙·정학빈 등 170명인데 대부분이 혁명동지회 및 의열단 회원이었다. 1927년 7월 우한에 한국유일독립당 우한촉성회가 조직되었고, 대표는 백덕림으로 회원은 150명이었다. 1927년 9월 27일 난징에서 한국유일독립당 남경촉성회가 창립되었다. 1928년 2월 16일 하와이 호놀룰루에서 대한민족통일촉성회(大韓民族統一促成會)가 창립되었다.
1927년 4월 11일 임정은 이러한 시대적 분위기를 반영해 대한민국 임시 약헌을 개정하였는데 제2조엔 다음과 같은 내용이 포함되었다. "광복운동자의 대단결인 당이 완성된 때에는 국가의 최고권력이 이 당에 있음"
이후 각지 대표자의 미도착과 공산·민족 양파의 고집으로 연기에 연기를 거듭하다가 1927년 11월 9일 비로소 본회의가 개최되었다. 1928년 1월 초 지린성 반석현(盤石縣)에서 재만 각 단체 통일회의를 촉진했는데, 상해촉성회는 여전히 공산파가 대세를 좌우하며 점차 그 색채가 농후해졌다.
1928년 5월 12일부터 5월 26일까지 지린성 화전(樺甸) 및 반석에서는 재만독립운동단체로서 민족·공산주의를 망라한 18개 단체 대표 39명과 방청자 30명이 모인 가운데 열렸다. 그러나 진영 간 서로 주장이 일치하지 못하고 집행위원선거 결과에 대한 불만도 나오면서, 결국 기존 단체를 모두 해체하고 개인 자격으로 뭉쳐 유일당을 만들자는 '촉성회파'와 기존 단체를 유지하며 유일당을 만들자는 '협의회파'로 분열되었다.
민족유일당 운동이 협의회와 촉성회로 분열된 후, 협의회의 중핵인 정의부는 1928년 7월 신민부와 참의부에 3부통일회의 개최를 제의하고 대표의 참가를 권유하였다. 그리고 1928년 9월 지린성에서 3부통일회의가 개최되었다. 여기서 각 대표들은 자체의 주장만을 강력히 주장함으로써 의견이 충돌되어 혼란만 거듭된 채 본 회의는 제대로 개최해 보지도 못하고 시일만 놓치고 말았다. 끝내 그해 11월 민족의 염원이던 3부통일의 제2차회의도 결렬되고 말았다. 이 회의를 계기로 신민부·참의부는 물론 정의부까지도 자체 내의 분열이 표면화하여 그해 연말부터는 다시 독립운동단체의 정비 작업이 추진됨으로 3부는 해체하게 되었다.
1929년 10월 26일 한국유일독립당 상해촉성회는 해체를 선언하였다. 민족의 숙원이었던 전민족유일당 운동은 결국 분열되었으나 나름대로 항일독립 전투에는 빛나는 공적이 많았다.

#### 한국독립당 결성 (1930)
1929년 10월 26일 좌파세력이 한국유일독립당 촉성회를 일방적으로 해체하고 유호한국독립운동자동맹(留滬韓國獨立運動者同盟)을 조직하고 기관지 《앞으로》를 발행했다. 이들은 상해한인청년동맹과 통합해 상해한인반제동맹(上海韓人反帝同盟)이 되었다. 민족주의 세력은 공산주의 세력에 대응하고자 임시정부를 강화하고 이를 중심으로 독립운동의 주도권을 장악하고자 한국독립당 조직을 계획하였다.
한국독립당 결성의 주역은 이동녕을 비롯한 임시정부의 핵심세력과 흥사단의 안창호였다. 이동녕 등의 임정 핵심세력은 임정의 기능강화와 이에 따른 독립 운동의 활성화를 도모코자 했고, 안창호는 임정을 해체하고 독립운동의 최고기관을 수립코자 했다. 그러나 임정을 어렵게 고수해 온 이동녕·김철을 비롯한 임정의 간부들은 과거 10여년이란 역사를 가진 정부를 해산함은 불가하며, 설령 새로운 기관을 설립한다고 하더라도 반드시 이보다 유리하다고는 할 수 없다고 했다. 이러한 상반된 견해가 좌파세력에 대응한다는 대의 하에 조정되어 한국독립당이 결성되게 되었다.
1930년 1월 25일 민족주의 지도자 이동녕·안창호 등은 종래의 지방적 파벌투쟁을 청산하고 민족주의 운동전선을 통일하여 임시정부의 기초적 정당을 조직하고자 조완구·尹琦燮·김구·엄항섭·金弘敍·이시영·玉成彬·金澈·안공근·韓鎭敎·김갑·김두봉·朴贊翊·鮮于爀·송병조·趙尙燮·이유필·차리석·김붕준·조소앙·白基俊·朴昌世·崔錫淳·張德櫓·李鐸·姜昌濟 등 26명과 함께 상하이 프랑스 조계 白來尼蒙 馬浪路 普慶里 第4號의 당시의 임시정부 판공처(辦公處) 내에서 한국독립당 결당식을 올렸다. 이동녕·안창호·이유필·김두봉·안공근·조완구·조소앙의 7명이 기초위원이 되어 당의와 당강을 기초하여 가결하였다.
한국독립당과 임시정부는 1930년 출범 초기에는 중국국민당 정부처럼 이당치국의 체제를 표방하였기 때문에 한국독립당이 곧 임시정부 그 자체였다. 하지만 점차적으로 다원주의에 입각하여 임정의 여당 형태로 변하였다. 광복 후에는 대한민국의 보수정당으로서 활동하였다.

#### 일본에 대한 정치공작
임시정부에서 심어둔 공작원들은 여러 번 일본 영사관이나 조선총독부의 문건을 빼돌리기도 했다. 이들 공작원들은 목숨을 걸고 적지에 침투하여 조선총독부의 자료들을 빼돌렸고, 총독부나 일본 영사관 내에 근무하는 친일파들을 설득, 포섭하여 문건을 빼돌렸다.
1920년 청산리 전투 직후 일본군의 문건 내용을 청취한 박은식은 이러한 사실을 자신의 저서 한국독립운동지혈사에 남겼다. '우리 사령부의 조사 보고에 의하면 적군(일본군)의 사상자가 1,600여 명이었고, 중국 관청의 조사에 의하면 일본군의 사상자는 1,300여 명이었다. 일본 영사관 비밀 보고서에 의하면 이도구 전투들에서 카노 연대장, 대대장 2명, 소대장 9명, 하사 이하 군병 사망자가 900여 명이라고 하였다.'라고 기록했다.
이범석 역시 일본군의 기밀을 훔쳐낸 사실을 자신의 회고록 《우둥불》에 기록하였다. "도전이 말 등에 실고 있던 마대 속에 드른 쇠통 속에서 우리는 휘황찬란한 빛나는 금쪼각 같은 귀중한 물건을 찾아냈으니, 그것은 도전이가 쓴 지 얼마 안되는 보고서로 봉투에 부친 풀이 아직도 채 마르지 않은 채로 있었다. 이것은 가납 연대장에게 보고하는 문건이었으나 도리혀 우리에게 적정을 알게 하는 좋은 보고가 되었다."
그러나 이 과정에서 일제에 의해 많은 임정 파견원들이 희생되기도 했다.

#### 한인애국단의 활약 (1931~1932)

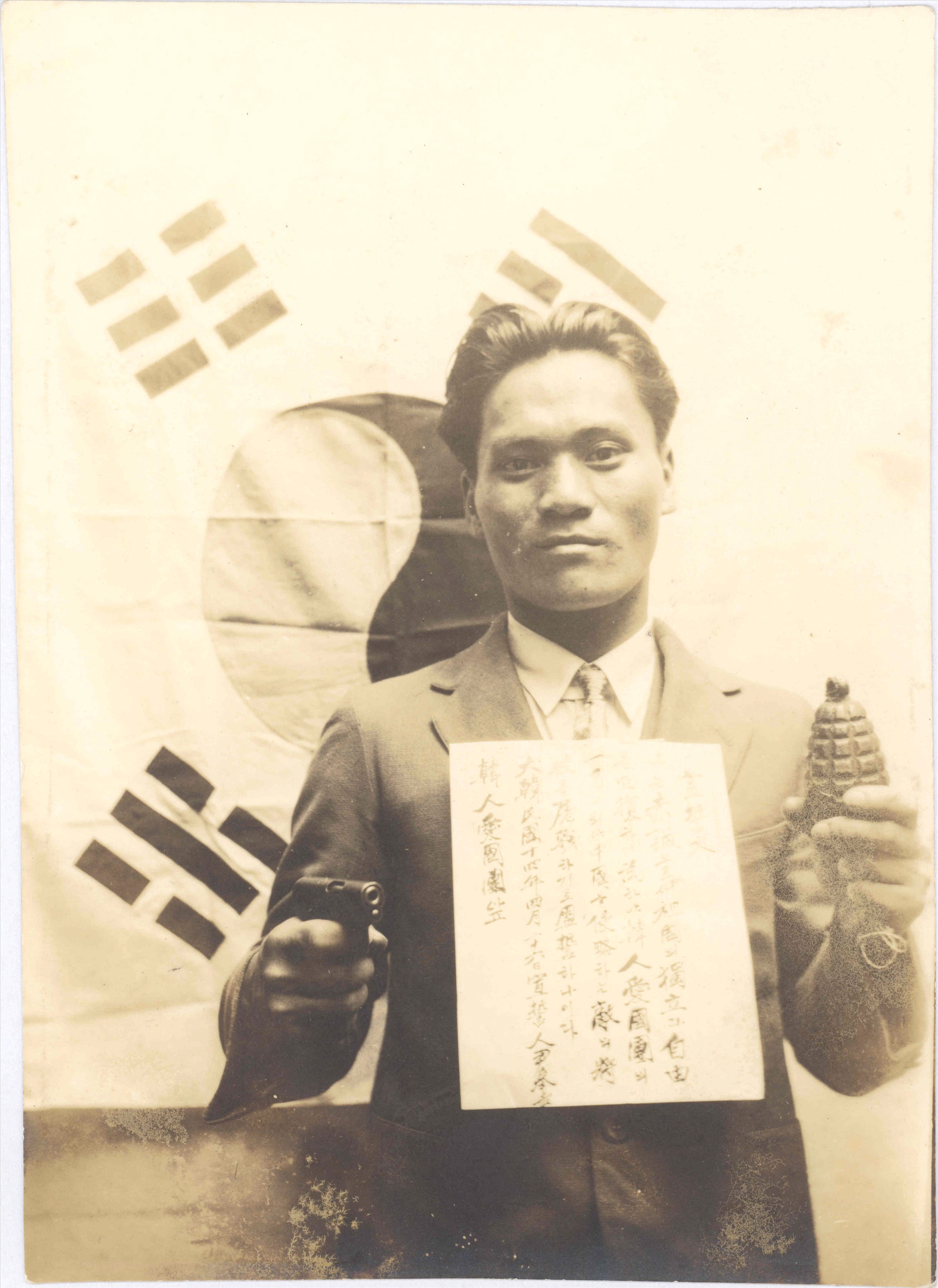
윤봉길

김구는 국내, 만주와 연락이 되지 않자 미주 동포들에게 편지를 써서 독립운동 자금을 모금하였다. 시카고 공동회의 김경, 미주의 대한인국민회의 안창호와 김호, 하와이 대한인동지회의 이승만, 멕시코의 김기창과 이종오, 쿠바의 임천택 등을 비롯한 여럿이 모금에 참여하였다. 이러한 미주 동포들의 호응을 바탕으로 1931년 김구는 보다 직접적인 항일 투쟁을 추진하기 위해 특무 조직인 한인애국단을 조직하였고, 1931년 12월 13일 이봉창을 한인애국단 제1호 단원으로 가입시켰다.
1932년 1월 8일 이봉창 의거(사쿠라다몬 사건)가 거행되었다. 이봉창이 히로히토 천황에게 폭탄을 던졌으나 암살에는 실패하였다.
1932년 1월 28일 제1차 상하이 사변에서 일본 제국이 중화민국을 제압하였다. 이로써 상하이는 무장해제를 당했고, 중화민국은 더 이상 자국의 군대를 상하이에 상주시키지 못하게 되었다.
1932년 3월 유진만, 이덕주 의사가 조선총독 우가키 가즈시게 암살의 투입됐으나 일본경찰에게 사전에 체포되어 실패 했다.
1932년 4월 29일 일본 제국은 상하이 훙커우 공원에서 제1차 상하이 사변 승전기념 및 천장절 행사를 열었는데, 이날 윤봉길 의거(훙커우 공원 사건)가 거행되어 윤봉길은 시라카와 요시노리를 비롯한 일본군 고관들을 암살하였다.
윤봉길 의거는 엄청난 반향을 불러 일으켰다. 이 사건은 국제적으로는 한인의 반일투쟁이 간단없이 지속되었으며 현재도 계속되고 있음을 보여준 가장 확실한 증거였다. 윤봉길의 쾌거는 중국인민들에게도 커다란 고무작용을 하였으며 소식을 접한 중국인들은 모두 윤봉길의 행동을 칭송하였다. 장제스가 "중국의 백만대군이 하지 못한 일을 한국의 한 용사가 능히 하였으니 장하도다"라고 했다는 것은 널리 알려진 사실이다.
1932년 4월 30일 오후 1시 일본영사관 경찰의 요청을 받은 상하이 프랑스 조계 당국은 이춘산(이유필)의 집에 갔으나 그가 외출 중이었기 때문에 귀가하기를 기다렸다. 그러다가 이춘산의 집에 안창호가 방문했는데 당국은 안창호를 이춘산으로 오인하여 일본영사관에 인도하였다. 안창호의 변호인들은 안창호가 1923년 중국으로 귀화를 한 중국 시민이니 중국법을 적용 받아야 된다고 항변했지만, 일제 측은 '귀화를 해도 본래 국적을 아예 잃는 것은 아니다', '(귀화 시)본국의 허가를 받은 적이 없다. 그 허가는 중국으로의 귀화가 효력을 갖기 위해 필요하다' 등으로 반박하였다. 1932년 6월 2일 안창호는 조선으로 비밀리에 압송되었다가, 1935년 5월 10일 대전형무소에서 가출옥되었다.
그리고 유상근, 최흥식이 다롄에서 일본 고위관료를 암살하려다가 체포되는 일도 있었다
한인애국단은 1936년까지 언론을 통해 이봉창·윤봉길 등에 대한 추모 활동을 하였고, 그 이후에는 자연스럽게 해체된 것으로 보인다.

### 임시정부 이동 시기 (1932~1940)

#### 임시정부 피난 경로 및 복원된 유적지

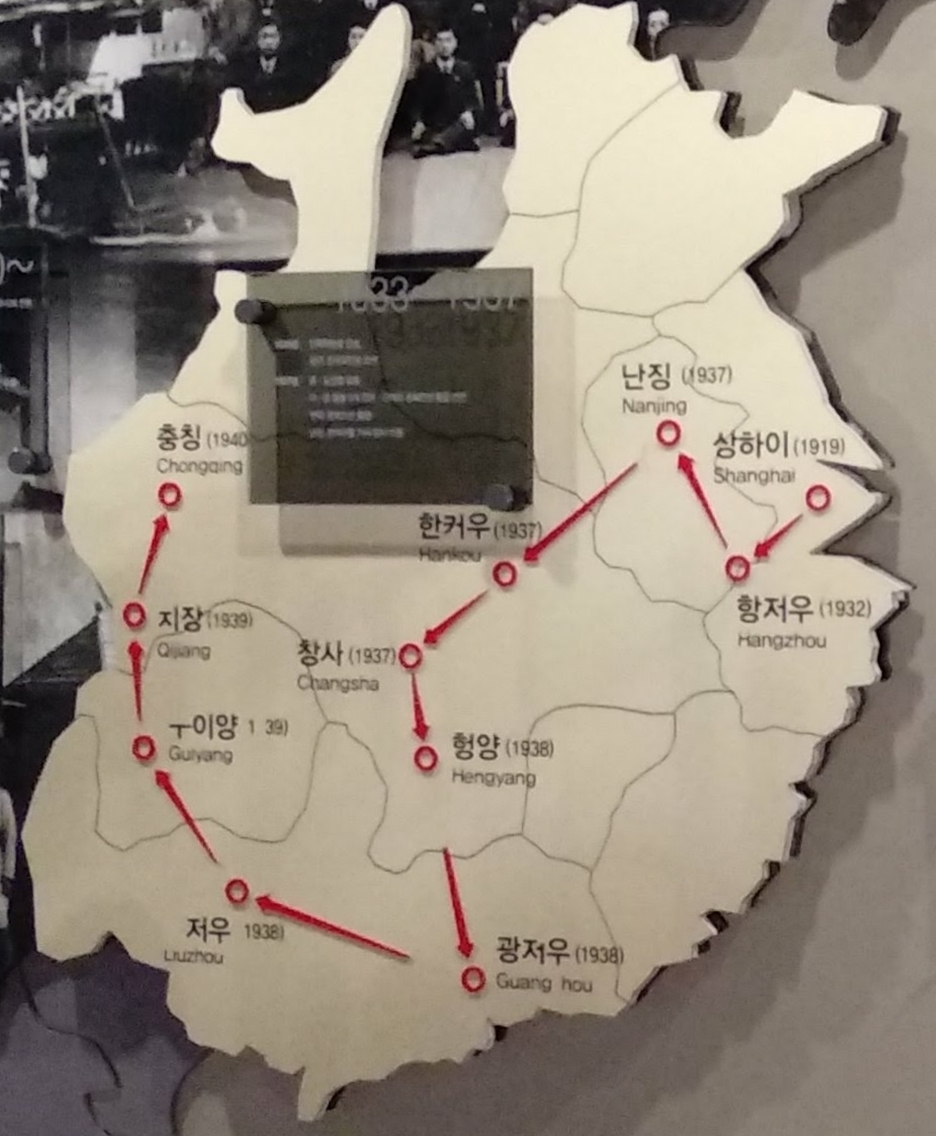
대한민국역사박물관에 전시된 임시정부의 본거지 이동 경로

1931년 만주사변, 1932년 이봉창 의거, 윤봉길 의거, 1937년 중일 전쟁 등으로로 인해 임시정부는 1940년 충칭에 정착할 때까지 여러 차례 본거지를 옮겨 다녔다. 자세한 이동 경로는 다음과 같았다.
1919년 9월 상하이 → 1932년 5월 항저우 → 1937년 난징, 우한 → 1937년 11월 창사 → 1938년 7월 광저우 → 1938년 11월 류저우, 구이양 → 1939년 5월 차장 → 1940년 9월 충칭
- 상하이(上海, 상해): 1919년 4월 11일 ~ 1932년 5월
- 항저우(杭州, 항주): 1932년 5월 ~ 1932년 10월
- 전장(鎭江, 진강): 1932년 10월 ~ 1932년 11월
- 난징(南京, 남경): 1932년 11월 ~ 1937년 11월
- (피난) 자싱(嘉興, 가흥): 1935년 10월 ~ 1936년 2월
- 창사(長沙, 장사): 1937년 12월 ~ 1938년 7월
- 광저우(廣州, 광주): 1938년 7월 ~ 1938년 11월
- 류저우(柳州, 유주): 1938년 11월 ~ 1939년 5월
- 치장(綦江, 기강): 1939년 5월 ~ 1940년 9월
- 충칭(重慶, 중경): 1940년 9월 ~ 1945년 11월 23일
- (피난) 구이린(桂林, 계림):

위의 유적지 중 임시정부 유적지가 복원된 곳은 상하이, 항저우, 충칭이다. 상하이 유적지는 마땅루 306농 4호에 자리 잡고 있으며, 신천지(新天地)와 가까워 이곳에서 걸어가면 된다. 오래된 건물이 붙어 있는 건물에서 1층과 2층에 유물을 전시하고, 비디오를 보며, 설명을 할 수 있는 공간이 따로 있다. 내부에는 주요 인사들의 사진과, 태극기 등의 유물, 백범 김구의 집무실, 각 부처의 집무실 등이 있다.

#### 중화민국과의 제휴 (1932)
윤봉길 의거 직후 김구는 군무부장 김철과 행동을 같이 하며 당지 교통대학 체육교사 중국국적의 한국인 선궈췐(신국권)의 주선으로 일찍이 김철의 면식이 있는 외국인기독교청년회 주사 미국인 조지 애시모어 피치의 비호를 받아 그가 아는 모목사의 사택에 잠복하였다.
1932년 5월 9일 김구는 상하이 각 신문에 윤봉길 의거의 주모자가 김구 본인임을 발표하였다. 이후 일제에 의해 현상금 60만원이 걸렸다고 한다. 김구가 일제에게 수배되자 장제스(장개석)는 중국국민당 조직부장 천궈푸(진과부)에게 김구를 보호하도록 하였다. 천궈푸는 상해의 피치 박사 집에 은신해 있던 김구를 안전한 지역으로 피신시키고자 하였고, 그것을 조직부에서 일하고 있던 샤오정(소쟁)에게 맡겼다. 샤오정은 그가 잘 알고 지내던 추푸청(저보성)에게 부탁하였다. 추푸청은 중국국민당 당원으로 저장성(절강성) 주석을 역임한 바 있고 자싱(가흥)의 유지였다.
1932년 5월 14일 김구는 상하이를 탈출, 항저우로 가서 쥐잉뤼서(聚英旅社)에 투숙하였다. 그리고 3일 후 자싱으로 이동해 추푸청의 집에 피신하였다. 이후 장제스-천궈푸-샤오정-김구로 이어지는 연락통로가 마련되었다. 상호간의 연락은 주로 서신을 통해 이루어졌는데, 중국국민당의 공패성이 남경과 자싱을 오가며 연락을 담당하였고, 또 중국국민당에 근무하고 있던 박찬익도 그 역할을 담당하였다. 천궈푸는 중요한 사항의 경우에는 장제스에게 보고하여 허락을 맡았다.
김구와 장제스 사이의 연락관계가 맺어지면서 1933년 5월 김구는 박찬익을 통해 장제스와의 면담을 추진하였다. 이에 중국 측에서는 천궈푸, 김구, 장제스의 면담을 주선하였다. 김구와 만난 장제스는 그 자리에서 중국국민당 산하 낙양군관학교(洛陽軍官學校) 내에 조선인 군관학교를 설치할 것을 합의하였다. 그리하여 낙양군관학교(洛陽軍官學校)에 '육군군관 훈련반 제17대'가 설치되었고 1934년 2월 한국인 92명을 제1기생으로 선발해 훈련시키기 시작했으며 그때 대장은 이범석이었다.
1934년 12월 난징에서 중앙군관학교 소속 한인 학생을 중심으로 한국특무대독립군(韓國特務隊獨立軍)을 조직했다.

#### 피난 초기 지도체제 (1932~1935)
이 당시 양기탁이 1933년 국무령에 선출되어 1935년까지 재직하였다. 1933년 3월 6일 제25회 의정원 회의에서 국무위원의 사표 제출 문제는 조소앙 (외무)·조완구(내무)·김철(재무) 3명의 경우 수리하고 이동녕(법무)·김구(군사)는 반려하는 것으로 일단락 지었다. 따라서 집단지도체제에 따라 국무위원을 11명으로 증원하였다. 유임된 이동녕·김구 외에 이유필(면직) ·조성환(무임소)·이승만(무임소)·윤기섭(군사, 김구 후임)·김규식(외무, 신익희 후임 6. 21)·차이석(내무)·최동오(법무)·신익희(외무)·송병조(주석) 9명이 국무위원으로 추가 보궐 선임되었다.
1934년 1월 3일 국무위원 개선에 앞서 송병조 주석의 정무와 예산 관계의 정무 보고가 있었다. 여기서 신익희와 윤기섭의 사표가 수리되어 국무위원이 11명에서 9명으로 축소 결정되었다. 후보 12명을 선거한 결과 양기탁(주석)·송병조(재무)·조소앙(내무)·김규식(외무)·윤기섭(군무)·최동오(법무)·김철(무임소)·조성환(무임소)·성주식(무임소) 등 9명이 당선되었다.

#### 한국대일전선통일동맹 참여 (1932~1935)
1932년 11월 10일 상하이에서 의열단, 한국독립당, 조선혁명당, 한국광복동지회, 한국혁명당(韓國革命黨) 등 중국 관내(關內)지역 독립운동단체와 미주지역의 대한인국민회·대한인교민단 등이 독립운동세력의 통일을 목적으로 한국대일전선통일동맹을 결성하였다. 한국독립당 대표 이유필·송병조·김두봉(金枓奉), 조선혁명당 대표 최동오, 한국혁명당 대표 윤기섭(尹琦燮)·신익희, 의열단 대표 한일래(韓一來)·박건웅(朴建雄), 한국광복동지회 대표 김규식 등 9명의 발기로 결성되었다.
한국대일전선통일동맹에는 처음부터 대한민국 임시정부의 김구 계열이 참여하지 않았고, 조선민족혁명당(민족혁명당)이 결성될 때에도 김구 일파는 신당조직에 반대했다. 당시 본 동맹과 민족혁명당에 주도적으로 참여한 김원봉의 의열단이 좌파적 색채가 농후했기 때문이다. 그러나 김구 계열을 제외한 거의 대부분의 단체가 한국대일전선통일동맹과 민족혁명당에 참여하였기 때문에 결과적으로 김구 계열은 독립운동계나 임정 내에서 소수파가 되었고, 임정의 독립운동전선 상에서의 비중은 그만큼 축소될 수밖에 없었다.

#### 김원봉의 당권 장악과 반김원봉 세력 구축 (1935~1937)
1935년 6월 20일 한국대일전선통일동맹이 주도한 각혁명단체대표대회가 난징에서 개최되었다. 의열단·조선혁명당·한국독립당·신한독립당(新韓獨立黨)에서 각각 3명씩의 전권대표가, 대한독립당(大韓獨立黨)에선 2명의 전권대표가 참석하였으며, 대한인교민단·미주국민회·하와이국민회·하와이혁명동지회 등에서도 각각 4명씩 전권대표의 자격으로 참석하였다. 이 대회에서 "하나의 유력한 신당을 결성하여 각기 원단체는 해소한다"고 결의하였다.
1935년 7월 한국대일전선통일동맹은 조선민족혁명당 재창립을 위해 해체를 선언하였다.
1935년 7월 5일 의열단, 조선혁명당, 한국독립당, 신한독립당(新韓獨立黨), 대한독립당(大韓獨立黨)을 해소하고 통합하여 조선민족혁명당(민족혁명당)을 결성하였다. 이로써 김원봉과 의열단 계열이 임시정부 내 당권을 장악하였다. 이후 김원봉파는 매사에 전횡을 일삼고 한국독립당 출신은 조소앙 한 명만 중앙위원으로 선출하는 등 냉대를 하였다.
1935년 9월 25일 노종균(盧鍾均)·박창세(朴昌世)·조소앙 등은 민족주의적 주장을 지킨다는 명분으로 민족혁명당에서 탈퇴하고 한국독립당의 재건을 선언하였다. 10월 5일 '한국독립당 임시당무위원회'는 민족혁명당의 공산주의 이론과 노선을 세세히 비판하였다. 재건된 한국독립당의 초기 당원은 노종균, 박창세, 조소앙 등이었다.
김구는 1935년 11월 하순 이동녕, 이시영, 조완구, 엄항섭, 안공근 등과 함께 임정의 여당격인 한국국민당을 창당하였고 김구는 이사장에 추대되었다. 이후 유명무실화된 임시정부에 대한 해산 주장이 일부 독립운동가들 중심으로 다시 제기되자, 김구는 이에 반대하고 임시정부의 유지를 천명하였다.
1937년 2월 지청전 등이 민족혁명당을 탈퇴하여 조선혁명당을 재건하였다.
1937년 7월 중일 전쟁 발발을 계기로 조소앙의 한국독립당, 지청천의 조선혁명당이 김구의 한국국민당과 제휴를 원하였고, 미국에 있는 이승만 및 대한인국민회와도 연대하게 되어 반김원봉 세력이 갖추어졌다.
1937년 8월 7일 대한인국민회 중앙총회, 대한인국민회 하와이지방총회, 대한인단합회, 대한부인구제회, 대한인동지회, 한인애국단, 조선혁명당, 한국국민당, 한국독립당 등이 연합하여 한국광복운동단체연합회(광복진선)을 결성하고 한국광복운동단체연합회의 명의로 중일 전쟁에 대한 '한국광복운동단체연합회 선언문'을 발표하였다.

#### 중일전쟁 발발 후 김원봉과의 화해 노력 (1937)
1937년 8월 말 김구는 안경근, 엄항섭 등을 따라 상하이에 잠입, 중국 측의 군정 각 방면을 두루 방문하였다. 특히 프랑스 공부국 정치차장 러시아인 엠랴노프와 장시간 회견하였으며, 3일 간 머무른 뒤 엄항섭을 동반하고 난징으로 돌아갔다. 그리고 김구는 시국이 시국인 만큼 김원봉파와의 싸움을 접고 중한합작 하는 방책을 연구하게 되었다.
1937년 9월 9일 전장시에 잠입 대기 중이던 김구는 무정부주의자 유자명을 정화암에게 보내어 "서로 과거 일체를 잊고 주의, 주장을 초월하여 이 기회에 악수하자. 나는 이번에 자금도 생겼고 기계(권총, 기타 흉기의 뜻)도 입수했다. 김원봉 일당 약간 명을 제외하고 나머지 광복운동자는 전부 의사소통을 보았다. 이번 기회에 옛날처럼 사이좋게 일을 하고 싶다. 속히 협의하고 싶으니 와 달라"는 친필 편지를 보내어 대동단결을 종용하였다.
1939년 1월 8일 한국독립당 당군(黨軍)이 창립되었다.

#### 남목청 사건 (1938)

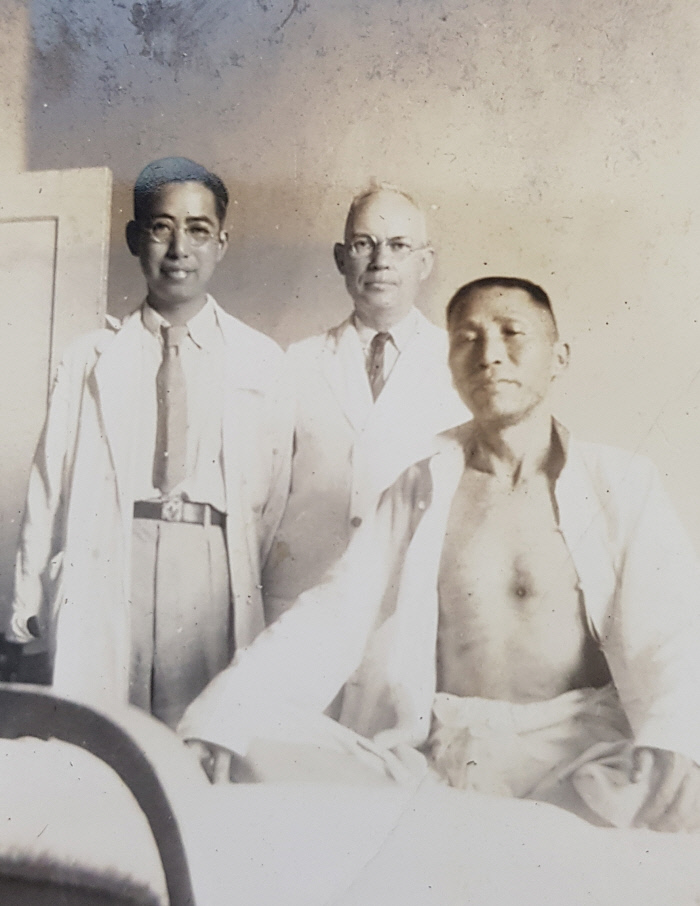
1938년 남목청 사건 후 병원에서 치료 중인 김구

1938년 5월 7일 후난성 창사 남목청에서 한국국민당·한국독립당·조선혁명당의 통합을 논의하는 회의장에 조선혁명당의 이운한이 돌입하여 권총을 발사하여 김구·현익철·유동열이 중상, 이청천이 경상을 입었다. 현익철은 입원 즉시 사망하였다. 김구는 심장 옆에 총탄을 맞고 쓰러졌는데 의사들은 가망이 없다고 생각하여 절명하기를 기다리고 있었다. 타고난 체력으로 그는 과다출혈을 하고도 오래 버틸 수 있었다. 《백범일지》에 의하면 김구는 총격 직후 4시간 이상 방치되었다가 병원으로 실려가 입원되었다. 병원에서 치료 후 퇴원하였으나 이후 가슴에 남아있는 총알로 인해 움직임에 불편을 느끼게 되었다. 이후 그의 글씨체는 떨려서 구부러진 글씨를 썼는데 이를 일명 총알체라 한다. 김구는 이운한의 공범으로 강창제(姜昌濟), 박창세(朴昌世)를 지목하였다.
이 사건 소식을 들은 중국국민당 천궈푸는 매우 마음 아파해하면서 샤오정에게 "당신도 이 일로 고생을 했으니 우리로서는 협조를 끊고 그 방도를 모색하여 남에게 넘기자"고 하였다. 그리하여 중국국민당 내 임정 담당자가 천궈푸에서 주자화(주가화)로 바뀌었다.

#### 전국연합진선협회 결성과 실패 (1939~1940)
1939년 5월 10일 김구와 김원봉은 공동명의로 '동지동포 제군들에게 보내는 공개신'이라는 제목의 성명서에서 기존의 모든 조직을 해체하고 우파세력의 한국광복운동단체연합회와 좌파세력의 조선민족전선연맹이 통합된 단일당을 수립하자고 제안하였다.
1939년 7월 17일 치장에서 김구 계통의 한국광복운동단체연합회와 김원봉 계통의 조선민족전선연맹은 장제스의 권고를 받아들여 전국연합진선협회(全國聯合陣線協會)로 통합하였다. 전국연합진선협회의 성립은 1926년 전민족유일당 운동과 1935년 조선민족혁명당을 통한 좌우합작운동이 미완에 그친 것을 극복하고 이루어진 통합체제였으며, 독립운동사에 있어 하나의 획기적인 일이었다.
1939년 8월 치장의 영산호텔에서 광복진선의 3당(한국국민당, 한국독립당, 조선혁명당)과 민족전선의 4당(민족혁명당, 조선민족해방동맹, 조선혁명자연맹, 조선청년전위동맹)의 7당이 단일당 결성을 위한 통일회의를 개최하였다. 김구·김원봉은 연맹조직론의 단점을 들추면서 단일당 조직론을 주장했다. 그러나 1939년 9월 조선민족해방동맹과 조선청년전위동맹이 "주의 강령을 달리하는 각 단체의 단일합동에 반대하여 참가를 유보하고 합동형식에 있어서 각 단체에 자연스런 입장을 가지는 소위 연맹조직론을 주장"하고 민족주의자들과 결합할 수 없음을 밝혀 조직에 반대하고 결국 통일회의를 탈퇴하였다. 나머지 5당 대회가 속개되어 단일당 조직을 위한 8개조항에 합의하였으나, 당원자격문제로 민족혁명당이 탈퇴함으로써 단일당 조직은 결국 무산되었다.
전국연합진선협회의 실패원인은 다음의 몇 가지로 정리된다. 첫째는 민족운동의 변화를 수용하지 못하고 단일당이 지향할 지도노선을 정립하지 못한 데 있다. 둘째의 원인은 독립운동 정당의 당원은 교민에 국한될 수 밖에 없었기 때문에 당세확장을 꾀하는 과정에서 빚어진 각 정당 간의 대립이 심화된 데 있다. 그리고 셋째 원인은 각 당이 단일당의 주도권에 강한 집착을 하였던 데 있다. 이와 아울러 광복진선측 3당의 의견일치에 비해, 민족전선측은 시작 직후 2당이 이탈하고 결국 민족혁명당까지 이탈하는 분열적인 모습을 보임으로써 김원봉을 비롯한 민족전선의 지도적 한계가 결렬의 중요한 원인임을 뚜렷이 보여 주었다.
1939년 10월 2일 한국국민당, 한국독립당, 조선혁명당을 비롯하여 김구를 중심으로 한 임정 요인들이 통합하자는 의견이 일치함으로 대표회의를 소집하였다.
1940년 3월 13일 이동녕 주석이 병사하자 임시 의정원은 내무부장 홍진을 임정 주석으로 승계시켰다.
1940년 5월 9일 치장(朞江)에서 한국국민당, 조선혁명당, 한국독립당의 3당이 한국독립당으로 통폐합되어 임정의 여당이 되었고, 김구는 한국독립당 집행위원장에 선출되었다.

### 충칭 시기 (1940~1945)

#### 중경 정착 및 김구 중심 체제 확립 (1940)

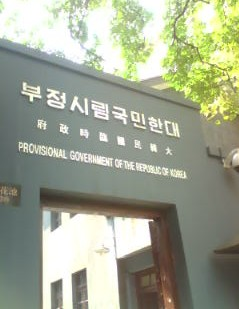
충칭 대한민국 임시정부 청사

1940년 9월 대한민국 임시정부는 중국국민당 정부의 임시수도인 중경에 정착하였다.
1940년 10월 1일 제32회 의정원 회의에서는 의정원의 정황보고와 상임위원회의 경과보고, 정부의 정무보고가 있은 후 정부에서 제출한 '선전위원회 규정'을 추인하고 예·결산안을 통과시켰다. 이어서 '임시약헌 개정안'과 '한국광복군 총사령부 조례'를 심의·의결하였다.
1940년 10월 9일 임정은 대한민국 임시 약헌을 개정하여 국무위원제를 주석제로 개편한 뒤 국무위원회의 김구를 주석으로 선출하고 이시영, 조완구, 조소앙, 차리석, 조성환, 박찬익 등 국무위원 6명도 선출했다. 이로써 임정은 재건기인 중경시대를 맞이할 수 있었다.

#### 한국 광복군 창설 및 활동 (1940~1945)

김구

대한민국 임시정부는 한국독립당 당군(黨軍)을 모태로 하고, 이후 기타 독립군 및 지청천, 이범석 등이 이끌고 온 만주 독립군과 연합하여 1940년 9월 한국 광복군 성립 전례식을 준비, 계획하였다.

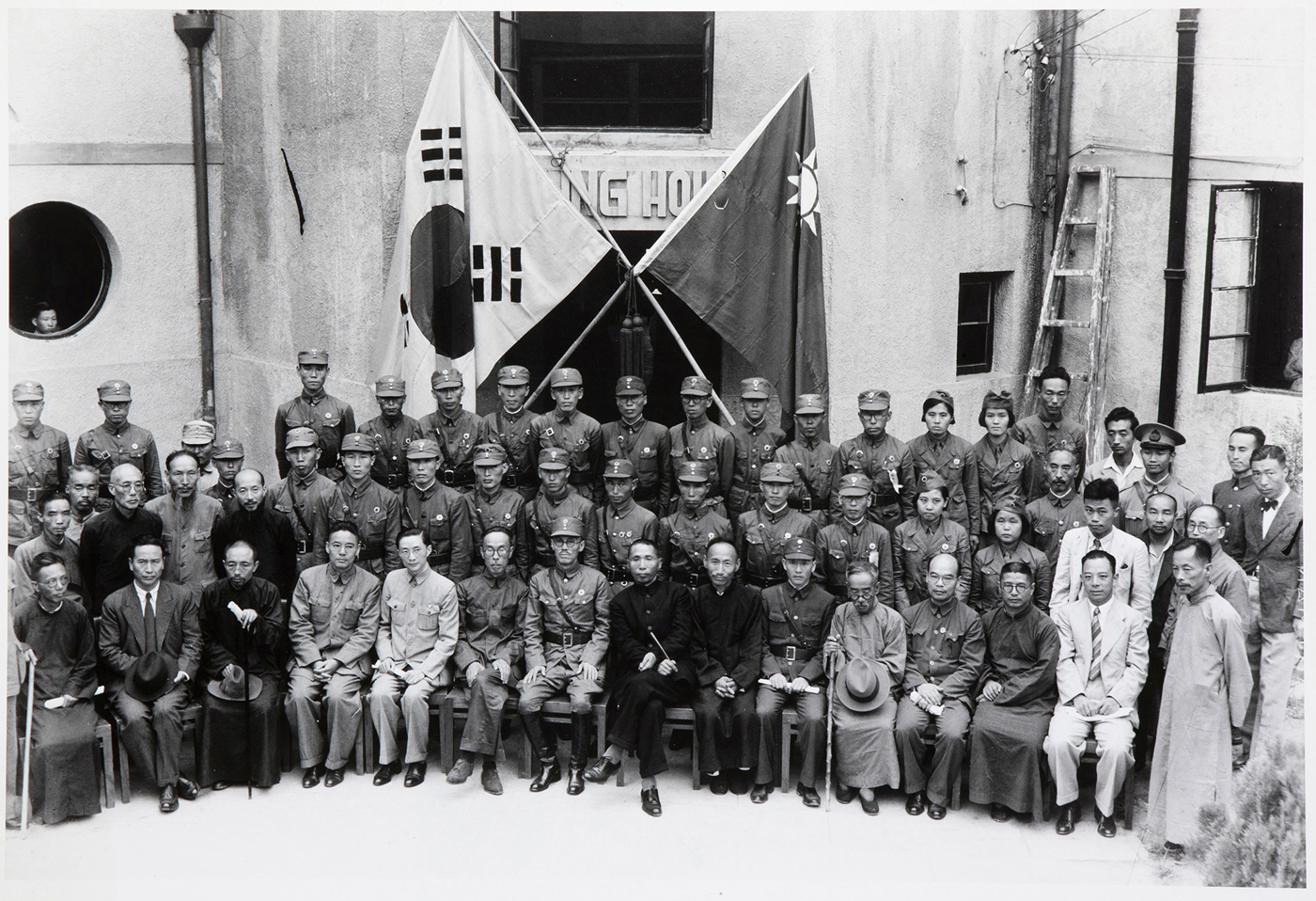
한국광복군

1940년 9월 17일 한국 광복군 총사령부를 창설하여 총사령에 지청천을, 참모장에 이범석을 임명하였다.
1941년 5월 조선민족혁명당은 제7차 중앙집행위원회 회의에서 임정에 참여키로 결정하였다.
중국 외교부장은 임정 승인을 거론하며 김구와 김원봉의 합작을 종용했다. 특히 조선의용대 이탈 사태를 겪은 중국 정부는 임정에 대한 적극 통제에 나섰다. 1941년 10월 말 한국 광복군을 중국 군사위원회에 예속게 하고 중국군 참모총장이 직접 장악·운영하도록 명령을 내렸다.
1941년 12월 9일 대한민국 임시정부는 대일선전성명서를 발표하였다.
1941년 12월 10일 조선민족혁명당은 제6차 전당대표대회에서 임정 참여를 공식 선언하였다. 그리고는 임정에 대해 ‘불관주의(不關主義)’ 노선을 취해 온 이유로, 임정이 통치권을 행사하지 못하고 있는 점, 각국이 임정을 승인·원조하지 않는 점, 임정이 합법적인 선거를 통해 조직되지 않은 점 등을 지적하였다.
1942년 3월 1일 무정부주의계 내부 갈등으로 나월환 암살 사건이 발생했다.
1942년 4월 20일 제28차 국무회의에서는 조선의용대와 광복군의 통합을 결의하였다. 5월 15일 국민당정부 군사위원회도 조선의용대의 광복군 합류를 명령하였고, 김원봉을 광복군 부사령에 임명하였다. 이어서 조선의용대는 광복군 제1지대로 개편되었다.
1942년 5월 중국 군사위원회는 잔여 조선의용대(약 20명)의 광복군 편입을 명령했다.
중국은 한편으로 한독당에는 다시금 민족혁명당의 임정 참여를 허용하라고 독촉했다. 결국 한독당이 입장을 바꾸었다. 1942년 10월 임정 의정원(議政院)이 민혁당의 임정 참가를 승인했다. 기존 의원 23명에 새 의원 23명을 더하도록 했는데, 민혁당계가 새로 13명을 등원(登院)했다.
1942년 12월 5일 김구 등이 배석한 가운데, 광복군 부사령 취임식이 거행되었다.
광복군은 충칭에 조선의용대를 포함한 1지대를 두고 서안과 부양에 각각 2지대와 3지대를 설치하였다. 임시정부와 한국독립당, 그리고 한국 광복군의 일체 비용은 미주, 멕시코, 하와이에 있는 동포들이 부담하였으며, 장제스의 부인인 쑹메이링이 이끄는 부녀위로총회에서 중국돈 10만원을 기부하였다.
1943년 한국 광복군의 일부 대원이 영국군에 파견되어 인도·버마 전선에서 연합 작전을 전개하였다.
1944년 임정은 제5차 개헌을 단행하여 주석의 권한을 강화했다.
1944년 4월 24일 김구는 임시정부 주석에 재선출되었다. 김성숙, 김원봉, 안훈(安勳)은 군무부장에 선임되었다.
1944년 8월 중화민국으로부터 한국 광복군 통수권을 되돌려 받았다. 김구는 그 즉시 한국 광복군 통수부를 설치하고 통수부 주석에 취임하였다. 이로써 김구는 임시정부 주석 겸 광복군 통수부 주석 겸 한국독립당 중앙집행위원장이 되어 당권, 정권, 군권을 모두 장악하였다. 당·정·군의 삼위일체의 지도체제를 확입하고 광복군을 이끌며 그 확대, 발전을 도모하였다.
1944년 9월 김구는 중화민국 주석 장개석을 만나서 면담하고 임시정부의 승인을 요구하였다.
1945년 4월 김구는 광복군의 OSS 훈련을 승인하였고, 미육군 중국전구 사령관 앨버트 코디 웨더마이어 중장을 방문하였다. 7월 한국독립당 대표대회에서 한독당 중앙집행위원장에 재선출되었다.
1945년 8월 김구는 서안에 가서 미군 도노반 장군을 만나 광복군의 국내진입작전에 합의하였다.
김구는 독자적으로라도 한국 광복군의 한반도 진주를 추진하고자 하였으나, 중국 내에서 활동하는 군사집단에 대한 관할, 감독, 지도권은 중화민국 정부에 있다는 중국국민당 정권의 경고로 실패하고 만다. 그는 미국에 체류중이던 이승만에게 수시로 연락하여 한국 광복군과 미국 육군, 공군과의 OSS 합동훈련 계획 진행 상황을 수시로 독촉하였다.
임시정부는 미국 OSS(미국 전략 사무국)의 도노반 소장과 교섭하여 한국 광복군이 연합군의 일원으로 비밀리에 국내에 침투하여 미군과 함께 공동 작전을 수행하는 '독수리 작전'으로 알려진 서울 진공 작전을 계획하였다. 작전에 따라 사전트 소령이 이범석과 함께 서안 2지대에서 광복군에게 비밀 특수훈련을 실시하였으며, 윔쓰 중위는 김학규와 함께 부양 3지대에서 훈련을 실시하였다. 훈련은 3개월 동안 실시되었으며, 1945년 8월 마침내 이범석을 총지휘관으로 편성된 국내정진군의 선발대가 국내의 요소 파괴 및 일본군 교란의 공작 임무를 받아 서해안으로 침투할 준비를 마쳤으나, 안타깝게도 침투 직전 일본이 항복하면서 시행되기도 전에 좌절되고 말았다.

#### 주미외교위원부 (구미위원부) 재건 및 외교 활동 (1941~1945)

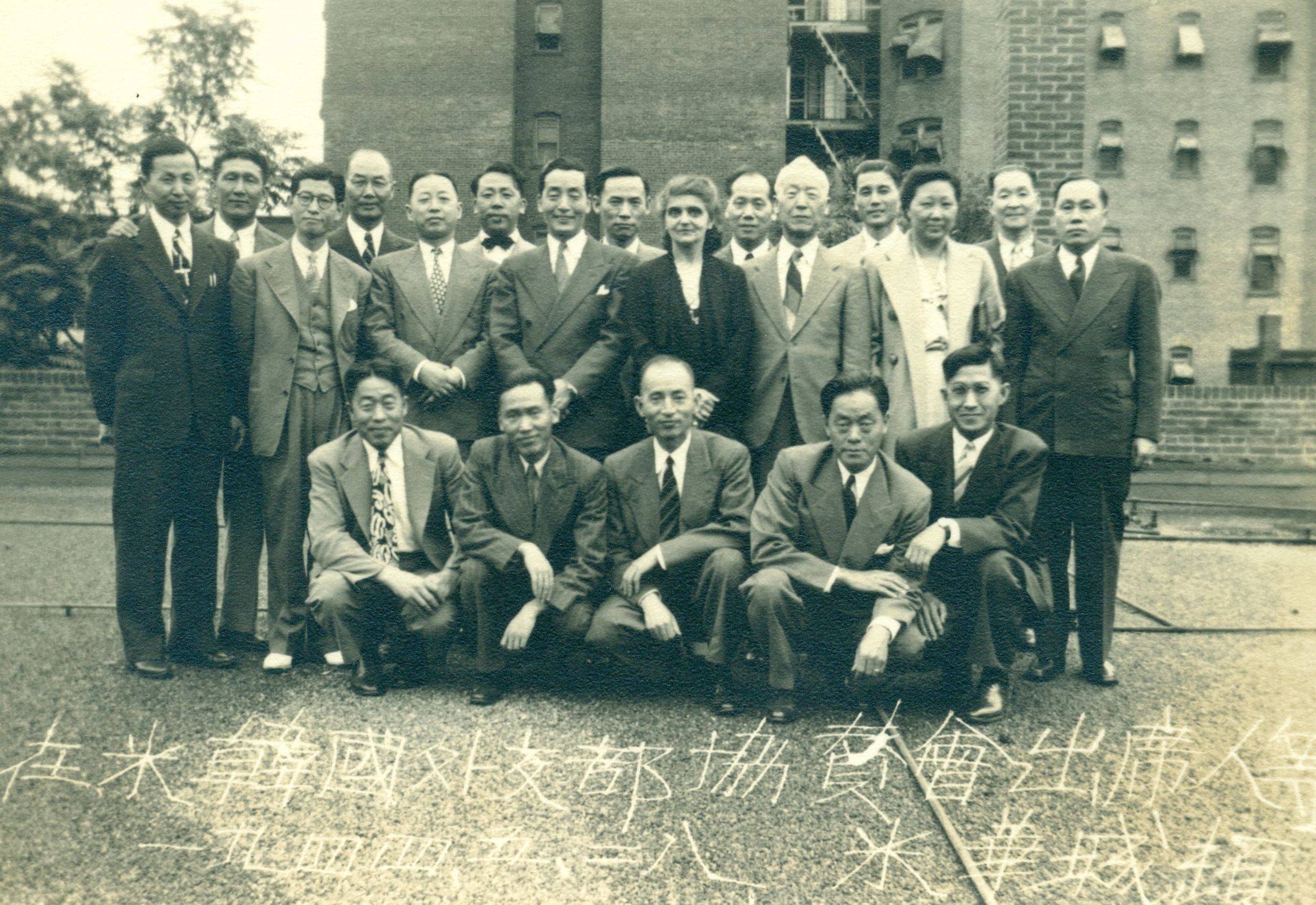
1944년 5월 28일,워싱턴의 구미위원회 팀. 뒷줄 왼쪽부터 7번째가 임병직, 9번째는 프란체스카 도너 리, 11번째가 이승만, 뒷줄 오른쪽 맨 끝이 이원순, 오른쪽 3번째 여인이 그의 부인 이매리.

1941년 4월, 재미한인들은 해외한족대표대회를 열고 미주 한인들을 모두 합쳐 재미한족연합위원회를 조직했다. 재미한족연합회는 대미외교를 위해 외교위원부 조직을 임시정부에 청원했다.
1941년 6월 4일, 임정 국무회의는 워싱턴 D. C.의 주미외교위원부 위원장에 이승만을 임명하였다. 주미외교위원부는 1940년대 대미외교의 중심이 되었다.
1941년 6월 6일, 주미외교위원부 설립 직후, 김구와 조소앙은 각각 루즈벨트 대통령과 헐 국무장관에게 서한을 보내 이승만의 주미외교위원부 위원장 임명 사실을 알리며 1882년 조미조약에 따라 ‘거중조정’을 해달라고 요청했다.
1941년 12월 7일, 태평양 전쟁이 발발하자 임시정부의 대미외교는 본격화되었다. 1941년 12월 10일, 조소앙 외교부장은 루즈벨트 대통령에게 보낸 서한에서 한국의 대일전 참가를 요청했고, 1942년 2월 2일, 이승만은 헐 국무장관에게 국제연합의 선언을 지지한다고 알렸다. 이승만은 그 이후에도 대통령을 비롯하여 국무성, 국방성 등 한국에 영향을 미칠 수 있는 인물들에게 수차례 서한을 보냈다.
1943년, 이승만은 「World Affairs」 지(誌) 6월호에서 다음과 같은 문제를 제기하였다.
| “ | 국무성이 한국을 다른 망명 정부와 구별하는 것은 무슨 까닭인지 우리는 묻고 싶다. 국무성의 완고한 둔감성이라든지 일본에 대한 애정 또는 한국에 대한 편견을 이유로 할 수는 없다. 국무성이 공식적으로 표명한 이유도 이유가 되지 않는다. 이에 반하는 행동의 선례가 많은 까닭이다. 그럼 왜 한국만이 유독 포기되어 있는가? 공평한 심판관이 발견할 해답은 즉, 소련이다. | ” |

1943년, 카이로 회담에서 미국·영국은 한국 독립의 필요성은 인정하였지만, 그들은 해방이 될 때까지도 임시정부를 승인하지 않았다. 그러나 미국 의회에서는 임정을 승인하였다.
1944년, 임시정부는 소련으로부터의 정식 정부임을 승인 받았다.

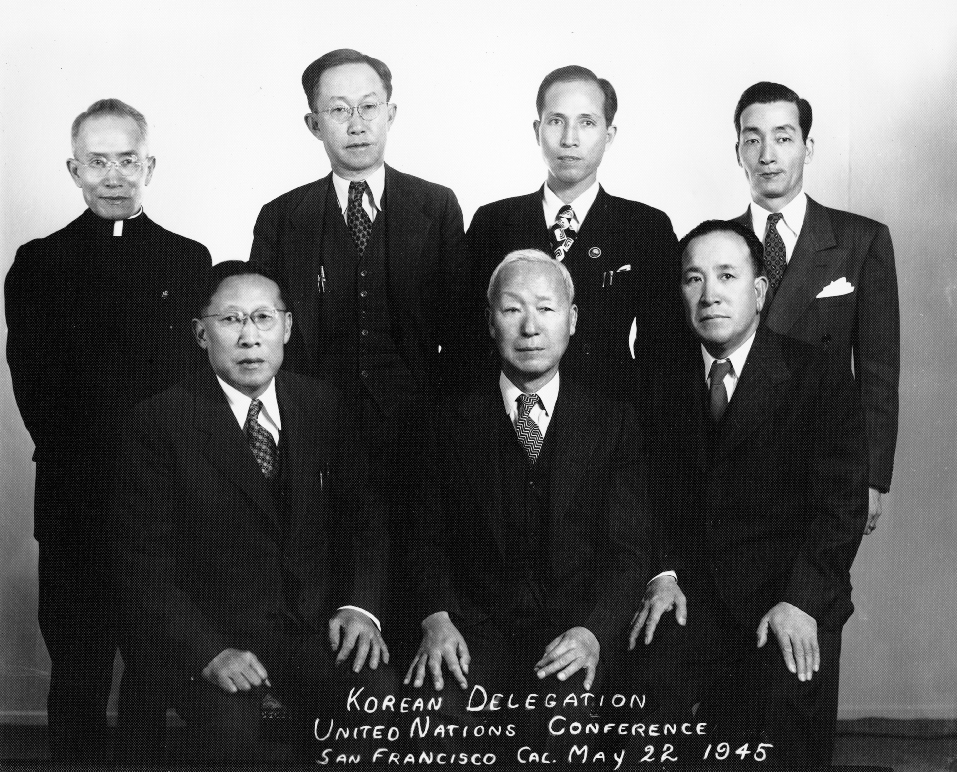
1945년 5월 22일, UN 창립 총회에 파견된 한국 대표단. 앞줄 왼쪽부터 송헌주, 이승만, 이살음. 뒷줄 왼쪽부터 윤병구, 정한경, 유경상, 임병직.

1945년, 이승만은 「The Case of Korea」라는 팜플렛을 발간하여 여기서 한국 임시정부가 승인되지 않았던 이유의 하나를 다음과 같이 말했다.
| “ | 아시아 전쟁에다 소련을 끌어넣으려고 갈망했던 일부의 사람들을 생각해 볼 때에 이 승인이 보류되었던 것은 한국에 대한 소련의 요구가 명료해질 것을 기다렸던 까닭이었는지도 모른다. 원인이 그렇다고 할 것 같으면 이것은 강대국의 지지를 얻기 위하여 약소국의 독립을 희생시키려는 어리석은 정책 또는 강대국의 요구를 만족시킬 때까지 어떤 외교 정책도 취하려고 하지 않는 겁쟁이임을 나타내는 것으로서 어느 쪽이든 도저히 정당한 것으로 인정될 수 없는 원인이다. | ” |

1945년 4월, 임시정부 외무부장 조소앙은 충칭 주재 프랑스 대사를 만나 프랑스로부터 임정을 '비공식적이지만, 사실상(De facto) 승인한다'는 말을 전달받았다.
임시정부 · 주미외교위원부의 가장 중요한 대미외교 활동은 초점은 임시정부에 대한 미국 정부의 승인, 무기대여법(Lend Lease)에 따른 무장지원, 한국 독립운동에 대한 우호세력 조직 그리고 한국 독립운동에 대한 선전 활동 등이었다.

## 광복 이후

### 광복 직후

#### 여당과 야당의 대립 (1945)
1945년 8월 16일 충칭에서 해방 소식을 전해들은 임시정부의 요인들은 환국을 서두르기 시작했다. 8월 18일 대한민국 임시정부는 임시 의정원 회의를 개최하고 환국을 결정하였다.
1945년 8월 17~18일, 21~22일 4일간 개최된 제39회 의회는 일제가 패망한 이틀 뒤에 개최되었다. 이 마지막 임시 의정원 회의에서는 임시정부 내 여당인 한국독립당과 야당인 민족혁명당·신한민주당·조선민족해방동맹·조선무정부주의자총연맹 등의 대결양상이 분명하게 드러났다. 이제 논의의 초점은 광복방략이 아니라 귀국후 정권 수립방략으로 이동했다.
중경으로 귀환한 김구는 1945년 8월 21일 제3일차 회의에서 이청천의 국내파견, OSS와의 연합훈련, OSS 국장 도노반과의 회담 소식을 전하며, 국무위원의 총사직을 거부했다. 김구를 중심으로 한 임시정부는 야당세력의 도전에 맞서 임시정부의 정권을 국내 인민에게 봉환하기 위해 곧 입국한다는 제의사항을 내놓았다.
1945년 8월 22일 제4일차 회의에서 한독당은 “임시정부의 정권을 국내 인민에게 봉환하기 위해 곧 입국한다”는 정부제의사항을 표결에 부치자고 제안했고, 이에 맞서 이정호 등 민혁당 소속 의원 4명, 강홍대 등 신한민주당 소속 의원 6명, 박건웅 등 해방동맹 소속 의원 3명은 전제조건인 국무위원의 총사직을 주장하며 퇴장했다.
1945년 8월 30일 충칭의 임정 대표들은 미국 대사관을 방문하여 미국식 민주주의를 신봉하고 기독교 신자가 많은 자신들이 러시아를 배경으로 한 공산주의자들의 대거 입국 때문에 희망을 잃고 있으며, 미국의 도움으로 입국한다면 미 점령군이나 혹은 국무성의 의사에 반하는 일은 결코 하지 않을 것이라는 비망록을 남기기도 했다.

#### 미군정의 임시정부 미승인 (1945)
1945년 9월 3일 임정은 김구의 명의로 '당면정책 14개조'를 발표하였다. 이는 임시정부의 건국구상을 구체적으로 정리한 것이었다. 이는 세 단계로 임시정부가 귀국한 후 1) 임시정부의 정권 접수 및 과도 조치 집행, 2) 민족영수회의 소집을 통한 과도정권 수립 및 임시정부 기능 중단, 3) 전국적 보통선거에 의한 정식 정부 수립으로 이어지는 것이었다. 임시정부의 정권수립 구상·방략은 임정법통론에 근거해 임시정부를 확대·강화해 정식 정부를 수립한다는 것으로 요약할 수 있다. 임시정부는 환국후 이러한 노선에 따라 여러 차례에 걸쳐 과도정부 수립을 시도했다. 임시 의정원은 환국후 반탁투쟁의 와중에서 실질적으로 해산했다. 1946년 2월 임시정부를 중심으로 반탁진영이 망라된 비상국민회의는 과도정부 수립을 위한 대의체이자 임시 의정원을 계승한 조직이라고 선언했다. 1년 뒤인 1947년 2월 비상국민회의는 이승만진영의 민족통일총본부 · 독촉국민회와 통합해 국민의회를 결성했는데, 이 시점에서 국민의회는 임시 의정원을 계승한 입법부로 자임했다.
1945년 9월 7일 미군은 맥아더 포고령을 발표함으로써 미군정 외에는 여하한 정권도 인정치 않았으며, 대한민국 임시정부의 정통성도 인정되지 않았다. 그리하여 38선 이북에는 소군정기가, 38선 이남에는 미군정기가 시작됐다.
망명정부로서는 그 유례를 찾기 어려울 정도로 오랜 시일동안 분투해 왔음에도 불구하고 대한민국 임시정부가 미국으로부터 승인을 받지 못하였던 이유는 두 가지로 요약될 수 있다. 첫째로 미국은 추축국 점령 하에 있는 국가들의 망명정부나 임시정부를 승인하지 않는다는 원칙을 세웠다는 것이다. 이러한 원칙은 독립 후 그 나라 국민들에게 스스로 정부를 선택할 수 있는 기회를 주어야 한다는 명분으로 정당화되었다. 둘째는 임정은 한국민을 대표하는 '정부'가 아니라 경쟁적인 '한인그룹들(Korean groups)' 중 하나에 지나지 않으며 국내와의 연결 또한 불투명하다는 것이었다. 이러한 두 가지 설명은 그 나름의 명분과 사실적 근거들을 가지고 있기 때문에 학계(특히 미국학계)에서도 대체로 수용되고 있는 분위기이다.
미국의 이러한 원칙과 태도의 배경에는 한반도에 대한 강대국들(미국, 소련, 영국, 중국)의 관점 차이가 있었다. 일본의 패전으로 동북아시아에서 힘의 공백이 생기면 중국과 소련이 동북아시아의 주도권을 놓고 다투게 될 것인데, 이 경우 한반도가 그 지정학적 위치 때문에 곧바로 분쟁의 대상이 될 수 있다는 것이 미국의 판단이었다. 한편 영국은 그들의 식민지에 미칠 파장을 고려하여 한국의 독립에 대하여 시종 부정적인 태도를 보였다. 소련은 한국의 독립에 호의적이었지만 친중(중화민국)·친미적 성향의 대한민국 임시정부에 대하여는 거부감을 가졌다. 미국의 입장에서는 대일전쟁의 효율적 수행을 위하여 연합국들간의 상충된 이해관계를 조정하는 동시에 전후 동북아시아에서 자신들의 입지를 강화시킬 필요가 있었다. 그리하여 미국은 전후 한국의 즉각적인 독립 대신 신탁통치라는 해결 방안을 고안했고, 따라서 임정에 대하여는 불승인정책으로 일관할 수밖에 없었다.
1945년 11월 3일 중화민국은 장제스와 그의 부인 쑹메이링이 임정 국무위원과 한국독립당 간부와 각계 요인 2백 명을 초청하여 환송회를 열어주었다. 장제스는 격려연설을 하는 가운데 "조선이 독립하지 못하면 중국의 독립도 완성하지 못하게 되고 동아시아와 세계 평화도 확보하지 못할 것이므로... 국민당은 조선독립에 전력을 다해 원조하겠다"고 말해 한국 독립의 중요성을 역설했다. 장제스의 이러한 한국 독립 지지 태도는 미국으로 하여금 중국이 만주와 한반도에 대한 역사적 지위의 회복을 바라고 있다는 판단을 갖게 함으로써 후일 미군정이 임시정부를 철저히 냉대하게 만든 요인이되기도 했다.
1945년 11월 11일 중국 공산당의 저우언라이(周恩來), 둥비우(董必武)가 임정 국무위원을 초청해 송별연을 하였다.

#### 임정 요인 귀국과 환영대회 (1945)

1945년 11월 이승만의 소개로 군정청 사령장관 존 하지와 면담하는 김구

이승만은 환국 후 하지 중장을 10번 넘게 찾아가 몇 시간씩 담판을 하며 상해 임정요인들을 들어오게 해달라고 2주간 지속적으로 재촉하였다. 그러나 하지는 그가 수집한 정보를 내세워 다음과 같이 반론하였다.
| “ | 임정은 정치단체라기보다 폭력의 집단에 불과하며 내분과 알력, 갈등으로 소일하면서 주변을 괴롭혀왔다. 그러기에 난동 집단을 법통으로 인정하여 입국시킨다면 많은 한국 동포들은 물론 이 박사 당신 자신에게도 두통거리가 될 것이다. | ” |

또한 임시정부를 인정할 수 없는 미 국무부 노선을 견지하며 반대하였으나 이승만은 계속적으로 하지 장군을 만나 간청하고 때로는 협박도 하였다. 결국 하지도 어쩔 수 없이 무장을 해제하고 개인 자격으로 입국한다는 조건하에 이를 허용하였다.
1945년 11월 5일, 김구 등 임정 환국 제1진은 두 대의 비행기에 분승하여 상하이로 향하였다. 11월 12일과 11월 13일 두 차례에 나누어 미군 수송기편으로 상하이를 출발한 임정 환국 제1진은 11월 23일 조국 땅을 밟게 되었다. 김구는 정부 자격으로 귀국을 원하였으나 미군정은 개인 자격으로의 귀국과 미군정의 질서 확립에 협력한다는 조건 하에 환국을 허용하였다. 이에 따라 김구를 비롯한 임시정부의 요인들은 개인자격으로 환국하였다.
1945년 11월 23일 오후 김구 등 임정 환국 제1진이 귀국하였다. 김구는 죽첨정 숙사에 미리 와서 기다리고 있던 이승만과 회견한 다음 기자회견을 하였다. 여기서 김구는 "나는 조선이 남북의 2점령지대로 분열되어 있는 것을 좋아하지 않는다", "나는 지금 연합국에 대하여 임시정부의 승인을 요구하지는 않겠으나 장차에는 승인을 요구할는지도 모르겠다", "조선내의 정당수를 감소할 필요가 있다고 생각한다. 그러나 조선내의 정당은 하나로서는 아니되고 유력한 정당 몇이 있어야 할 것이다", "조선을 위하여 민주주의정체가 좋다고 믿는다" 등 앞으로의 정치 방향에 대해 언질을 주었다. 임시 숙소는 조선호텔이었고, 1945년 11월 24일 광산재벌 최창학이 기부한 죽첨정(경교장)에 이주하여 김구 자신의 사저 겸 대한민국 임시정부 청사로 활용하였다. 개인 자격으로 귀국하였으나 김구는 '내가 귀국할 때 한국의 정부도 돌아오는 것이다'라고 선언하였다.

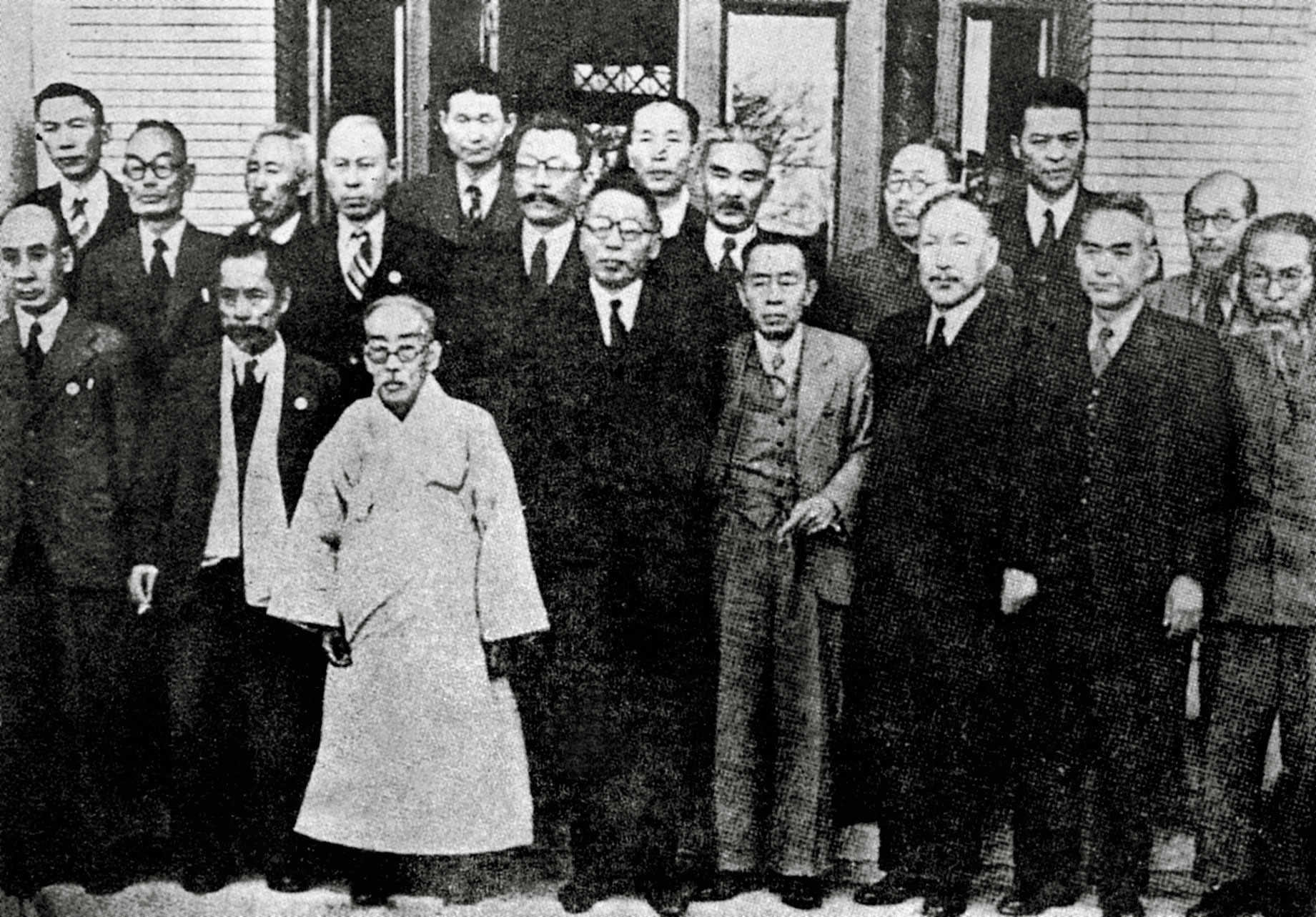
1945년 12월 3일 임시정부요인 귀국기념 사진

1945년 12월 1일 조소앙, 홍진 등 임정 환국 제2진이 군산비행장에 도착 후 서울에 도착하였다. 이날 오후 1시 서울운동장에서 임시정부봉영회(臨時政府奉迎會)가 열렸다. 윤보선의 사회로 시작되어 오세창의 개회사, 이인의 봉영문 낭독, 권동진의 만세삼창이 이어진 뒤 조선국민학교생도를 선두로 기행렬에 옮기어 행렬은 오후 2시 20분경 안국정 네거리에 이르러 조선생명보험회사 2층에서 축하를 받는 김구, 이승만 앞에서 "대한임시정부 만세, 김구 만세, 이승만 만세"를 부르고 경성역 앞에 이르러 해산하였다.
1945년 12월 19일 오전 11시 서울운동장에서 임정개선환영대회가 열렸다. 15만 군중이 모인 가운데 11시 정각이 가까워오자 김구 이하 임정 요인 일동의 입장에 뒤 이어서 각 정당대표 및 기타 인사의 입장이 있었고 장엄한 취주악에 맞추어 일동 총기립으로 환영대회가 개막되었다. 36년간 잊었던 태극기가 게양되었고, 일동의 애국가 제창, 이화여전의 환영가 제창, 홍명희의 환영사, 러취 군정장관의 축사 후 김구의 답사와 이승만의 답사가 있었고, 만세삼창으로 환영회는 폐회되었다.

### 광복 후 주요 활동 (1945~1948)
임정은 1945년 해방 직후에는 반탁 기치 하에 똘똘 뭉쳤지만, 1946년 제1차 미소공위 때 임정 출신 좌익이 찬탁으로 돌아서며 분열되고, 1947년 제2차 미소공위 참가여부를 놓고 탁치가 논의되는 것조차 반대하는 측과 판을 깨지는 말자는 측으로 다시 분열되었다. 그러다가 1948년엔 이승만·이시영의 단선단정론(남한 단독 총선거 실시 및 남한 단독 정부 수립 후 외교적 통일)을 지지하는 측과 김구·김규식의 남북협상론(자주적 통일)을 지지하는 측으로 이합집산하여 대립하였다. 남북협상 이후, 임정 출신 남북협상파 중 일부는 월북하거나 남한에 잔류하여 친북활동을 하였고, 그러지 않더라도 한국민주당의 집요한 책임추궁과 견제를 당해야 했다. 1948년 대한민국 정부가 수립된 뒤 김구·김규식이 이승만의 외교적 통일 방략에 동의하기 시작하면서 민족진영 3영수(이승만·김구·김규식)의 재결합이 태동하였고, 1949년 덕수궁 회동이 이루어져 민족진영 3영수 재결합이 가시화되었으나 곧바로 김구가 피살되었고, 1950년 김규식까지 6.25 전쟁 때 납북된 뒤 병사하였다. 결국 그 즈음으로 하여 대한민국의 주류 세력은 개화파 및 임정 우익의 정통성을 잇는 계보(보수계 정당)와 한국민주당을 전신으로 하는 계보(민주당계 정당)만이 남아 현대의 양당구도를 갖추기 시작하였다.

#### 전국 반탁 파업 (1945~1946)
대한민국 임시정부는 1945년 7월 26일 포츠담 선언이 발표되자 조선에 즉각적인 자주독립이 이루어질 수 있도록 해당 선언을 개정하도록 연합국 측에 요구하였다. 그런데 1945년 12월 28일 모스크바 삼국 외상 회의(3상회의)에서 미소공동위원회를 통해 미·소·영·중 4개국에 의한 5년간의 신탁통치를 협의함이 결정되자 임정은 긴급국무회의를 열고 반탁결의문 채택하였고, 또한 신탁통치반대국민총동원위원회를 설치하였다. 이후 임정을 지지하는 전국의 정치단체, 사회단체, 관공서, 회사들이 대규모 파업을 일으켰다.
1946년 1월 1일 미국 국무부 장관 번즈는 전국에 보내는 라디오방송 가운데서 조선 탁치 불필요 가능성을 시사하였다. 그러자 이날 밤 8시 임정 선전부장 엄항섭은 김구를 대리하여 일반 민중이 파업을 중지하고 곧 복업하라고 방송하였다. "오늘 워싱턴에서 온 보도에 의하면 미국 국무장관 번즈씨는 우리나라에 신탁통치를 실행치 않을 가능성이 있다고 말하였는데 나도 그렇게 되기를 믿는다. 그러나 만일 불행히 신탁통치가 결정될 때에는 또 다시 반대운동을 할 것은 물론이다. 지금부터 작업을 계속해서 평화적 수단으로 신탁통치를 배격하는 것이 적당하다고 생각한다. 그런고로 우리 동포는 곧 직장으로 돌아가서 작업을 계속할 것이며 특별히 군정청에 근무하는 직원들은 일제히 복업하고 또 지방에서도 파업을 중지하고 복업하기를 바란다."

#### 제1차 미소공동위원회: 좌익의 임정 이탈 (1946)
1946년 1월 16일 미소공동위원회(미소공위) 예비회담이 개최되자 각 정당과 사회단체는 서둘러 반탁진영과 찬탁진영을 구축하기 시작했다. 이 때 임시정부 측은 즉각적인 자주독립을 촉성하기 위해 신탁 통치 반대 운동을 펼치는 한편 임정을 중심으로 한 자주적 과도정부를 수립하기 위해 개별 또는 몇몇 정당들과 합작하려 하였으나 만족할 만한 결과를 얻지 못하였고, 그래서 그 다음 단계로 비상정치회의주비회를 개최하여 전국의 정당과 사회단체를 소집하였다.
1946년 1월 23일 임정 측 혁신계인 조선민족혁명당의 김약산·성주식, 조선민족해방동맹의 김성숙 등 3명은 '임시정부가 중립을 지키지 않고 반탁에 가담해 우익 편향화하고 있다'면서 비상국민회의주비회 탈퇴성명을 하였으며, 장건상도 임정과의 결별을 고하였다. 또한 공산진영 산하단체도 모두 참가를 거부해왔으므로 비상국민회의주비회는 우익진영만의 집결체가 되었다.
1946년 2월 13일 비상국민회의로부터 최고정무위원 선임권을 위임 받은 이승만·김구는 28인의 비상국민회의 최고정무위원회를 구성하였다. 비상국민회의는 최고정무위원회와 상임위원회로 각각 구성되었는데, 이 중 최고정무위원회가 1946년 2월 14일 과도정부 수립을 위한 미군정의 자문기관인 남조선대한국민대표민주의원(민주의원)으로 개편되었다. 이승만이 의장에, 김구·김규식이 부의장에 추대되었다. 이러한 개편에 따라 비상국민회의 상임위원회는 유명무실해졌다.
한편 민주의원이 결성된 이날 조선인민당의 여운형, 개신교의 함태영, 유교의 김창숙·정인보, 조소앙은 결석하였다. 또한 이날 조선인민당은 민주의원 탈퇴성명을 발표하였다. '임시정부의 우익 편향화'를 운운하며 비상국민회의를 탈퇴했던 세력들은 고스란히 찬탁진영이자, 임정(민주의원)의 반대진영이자, 좌익진영인 민주주의민족전선에 참여하였다.

#### 제1차 미소공동위원회: 민족주의정당 통합 시도 (1946)
1946년 3월 20일 제1차 미소공동위원회가 개최되었다. 소련은 미국의 예상대로 모스크바 3상회의 합의문을 지지하지 않는 반탁세력을 과도정부 구성에서 제외해야 한다고 주장했다.
미소공위에 대한 영향력을 키우기 위해 민족주의진영 통합에 나선 한독당은 1946년 3월 22일 국민당과의 통합을 선언하였다. 4월 7일 한독당, 국민당, 한민당, 신한민족당 등 4당 합동교섭위원 합당 협의를 하였는데, 한민당측이 '중앙위원수와 인선배치가 명확치 않아 당을 헌납하는 결과밖에 되지 않는다'고 하여 통합에 난항을 겪었다. 이에 김구는 4월 9일 이승만을 방문하여 한독당 중앙집행위원장을 맡아 줄 것을 요청하였다. 그러나 이승만은 '정당에 얽매이지 않은 거국적이고 초당적인 국민운동의 필요'하다며 거부하였다. 4월 18일 한독당으로의 통합에 국민당, 신한민족당만이 참여하였고 한민당은 이탈하였다. 김구는 한독당 위원장에 추대되었다.
이후 미소공동위원회는 난항을 거듭하다가, 1946년 4월 18일 과도정부 수립에 참여할 정당과 단체는 모스크바 3상회의 협정에 대한 지지를 약속하는 선언서에 서명해야 한다는 것을 골자로 하는 공동성명, 즉 '공동성명 제5호(제5호 코뮤니케)'가 발표되었고, 이어서 4월 27일 존 하지가 공동성명 제5호에 서명하더라도 반탁의견 발표를 보장하겠다는 특별성명을 냈다. 이에 5월 2일 비상국민회의, 독촉국민회, 조선기독교청년연합회, 한국독립당, 한국민주당 등 25개의 우익 정당과 사회단체가 "미소공동위원회에 참가하되 탁치를 전제로 한 일체 문제는 절대 배격한다"고 발표하며 공동성명 제5호에 서명하였다. 그러나 소련은 '공동성명 제5호'에 서명했어도 신탁 통치 반대를 포기하지 않는 한 협의할 용의가 없다고 하였다. 결국 5월 6일 미소공동위원회는 무기 휴회에 들어갔다.

#### 임시정부 정치공작대 활동 (1946)
1946년 2월 대한민국 임시정부는 내무부(장관 신익희) 산하에 정치공작대 조직을 확대하여 전국의 면 단위까지 조직을 완료하여 전국적인 조직으로 확대시켰다.
1946년 2월 조중서 등 임정 정치공작대가 김구-신익희-염동진의 지시를 받은 백의사와 연계하여 김일성에게 폭탄 투척 계획을 세우고, 실제로 평양에서 열린 3.1절 기념식에서 김일성에게 수류탄을 투척하여 소련군 소위 노비첸코가 오른팔이 잘려나가는 부상을 입었다.
1946년 8월 임정 측은 미군정에 반대하면서 한국의 통치권을 즉시 임정에 넘기라는 유인물을 뿌리고, 특별정치부대를 동원하여 미군정청이 있었던 정부 건물을 접수하여 독립정부를 수립하려는 '쿠데타'를 기도하였다. 하지만, 내부 밀고자에 의해 쿠데타 계획이 미군 CIC에 넘어감으로써 쿠데타가 좌절되었다.

#### 임시정부 승인 운동 (1947)
1947년 2월 17일 민족통일총본부·독촉국민회·비상국민회의를 통합하고 비상국민회의를 국민의회로 개칭하였다. 단, 독촉국민회는 해체하지는 않고 독자 활동을 계속하였다.
1947년 3월 1일 대한독립촉성국민회는 국민의회의 임정 법통을 승인하고 대한민국 임시정부를 봉대한다고 결의하였다.
1947년 3월 3일 국민의회는 대한민국 임시정부 주석에 이승만, 부주석에 김구를 추대하였다. 장건상, 김붕준, 차리석, 김원봉, 김성숙, 성주식 대신에 오세창, 김창숙, 박열, 이청천, 조만식, 이을규(李乙圭) 등 6인을 국무위원에 보선하였다.
1947년 3월 5일 미군정의 요청에 의해 김구, 조소앙, 이시영, 유림은 덕수궁에서 브라운 소장과 2시간 요담하였다. "(金九) 정권을 대한임정에게 이양해 주지 않겠는가? (브少將) 할 수 없다." "(金九) 우리가 국내에 들어와 보니 입국 이래 조선국민이 임정을 절대 지지하고 있는 것을 보면 국무성에서 내세운 두 가지 조건은 해소된 것으로 보며 따라서 임정을 승인해 주어야 되지 않겠는가? (브少將) 사실이 그러하다 하더라도 그 당시의 미국 견해와 현재의 정세와는 다르니 승인해 줄 수 없다." 등의 대화가 오갔다. 미군정은 다시금 임정을 인정하지 않았다.

#### 제2차 미소공동위원회: 한국독립당의 3당 분립 (1947)
1947년 5월 21일 제2차 미소공동위원회가 개최되었다. 미소공위 참가여부 문제를 놓고 우익진영이 분열되었다. 5월 30일 이승만은 미소공위 참가여부 문제로 방문한 민주당 장덕수에게 참가보류를 강경히 주장하였다. 6월 4일 반탁진영 대표자대회가 열렸는데 참가 불참 여론이 반반으로 갈렸다. 이때 미소공위 참가를 주장한 단체와 대표는 한국민주당 장덕수, 大韓勞總 전진한, 靑年總同盟 유진산, 全靑 이성수(李成株), 全女總盟 황애덕(黃愛德), 獨促婦人會 박승호(朴承浩), 天道敎輔國黨 이진해(李鎭海), 己未獨立 류홍, 儒道會 이재억(李載億), 黃海會 함석훈(咸錫勳)이었다. 6월 10일 한민당은 미소공위 참가를 선언하며 우익진영의 미소공위 참가를 종용하였다. 이에 이승만은 "공위 참가할 사람은 5호 성명에 서명(찬탁)하기로 되었는 즉 회의에 참가해서 신탁을 반대할 수 있다는 말은 우리로서는 해석키 곤란하다. (중략) (5호 성명에)서명해서 (신탁통치를)지지하기로 속이고 들어가서 반대하겠다는 것은 자기의 신의를 무시하는 자이니... (후략)"라며 한민당을 비판하였다. 6월 20일 한민당은 우익진영의 미소공위 참가를 종용하기 위해 임시정부의 권위를 앞세운 임정수립대책협의회를 구성하였다. 그러나 한국독립당 등 임시정부 측은 임정수립대책협의회에 참여하지 않았다. 6월 22일 한국독립당은 미소공위 참가여부 문제로 3당으로 분립하였다. 한국독립당이 미소공위에 불참한다고 하자, 이에 반발한 안재홍·박용희(朴容羲) 등 혁신파는 신한국민당을, 권태석 등 민주파는 민주한독당을 각각 분리 결성하고 임정수립대책협의회에 합류했다. 이렇게 우익진영은 미소공위 참가여부 문제로 임정수립대책협의회 가입단체, 이승만·김구 계열, 유림 계열의 3파로 분립하였다.
1947년 8월 12일 제2차 미소공동위원회가 양진영의 반목으로 결렬되어, 한국에 독립적·민주적 통합정부를 수립한다는 목적이 무산되고 말았다.
1947년 9월 5일 국민의회는 주석 이승만, 부주석 김구를 재선임하였다.

#### 장덕수 피살 사건: 한국민주당과의 결별 (1947)
대내외적으로 호남지역주의 친일파 정당으로 인식된 한국민주당은 이승만이나 임정을 봉대하지 않고서는 당 자체로서 정치활동의 명분을 마련할 수 없었기에 이승만이 귀국하자 그가 "경제력을 가진 친척이 전혀 없다는 점"에 유의, 이승만에게 숙소를 마련해주고 매달 15만원씩 정치자금을 지원하는 등 적극 후원했고 한민당의 총재로서 취임해 줄 것을 요구했다. 그러나 이승만은 이미 독립촉성중앙협의회를 중심으로 한 정치활동을 구상하고 있었으므로 거절하였다. 또한 창당과정에서 임정봉대를 당론으로 정했던 한국민주당은 임정이 귀국하기 전에 이미 환국지사후원회를 조직하여 1차로 900만원을 만들어 이를 정치자금으로 사용하도록 임정에 전달했다. 임정으로서는 친일파들의 정당이라고 비난받고 있었던 한국민주당으로부터의 후원은 썩 내키는 일이 아니었다. 게다가 임정 절대지지를 내걸고 임정을 이용하려는 국내정당의 들러리가 되기를 원치 않았기 때문이었다.
1947년 12월 2일 저녁 6시 50분경 장덕수가 자택인 청설장(聽雪莊)을 방문한 박광옥, 배희범(裵熙範)의 총격을 받고 병원으로 입송되었으나 과다출혈로 사망하였다.
1947년 12월 4일 미군정 경찰은 박광옥, 배희범을 체포하였다. 박광옥은 종로경찰서의 경사로 근무하는 경찰관이었다. 배희범은 연대상과 같은 초등학교 교사였다.
1947년 12월 23일 국민의회는 장덕수 피살 사건과 관련하여 애국자들이 검거되고 있는 것에 대해 유감을 표시하였다.
1948년 1월 16일 수도청장 장택상은 장덕수 살해 혐의로 김석황을 체포하였다. 김석황은 한독당 중앙위원이자 국민의회 정무위원 겸 동원부장이자 대한보국의용단(대한독립의용단) 단장이자 임시정부에 관여한 인물이었다.
1948년 1월 21일 한국민주당은 임정수립대책협의회를 한국독립정부수립대책협의회로 개칭, 임정봉대론을 철회하고 사실상 임정과의 결별을 선언하였다.
1948년 3월 17일 제11회 공판 내용에 따르면 박광옥, 배희범 등 용의자들은 장덕수 등 요인 암살을 목적으로 1947년 8월 한양의원에서 대한혁명단을 조직하였다. 최중하의 진술에 따르면 원래 안재홍·배은희·장덕수를 암살하려 했으나 "안재홍씨는 찬탁을 부르짖은 죄는 크나 그후 남북통일을 제창하게 되었으므로 용서하였고 배은희는 그 정치적 실력이 크지 못하므로 제거하지 않아도 좋을 것으로 결정되어 오직 장덕수 1인을 죽이기로 된 것"이었다고 하였다.
1948년 4월 1일 제21회(최종) 공판에서 김석황, 趙尙恒, 辛日俊, 孫禎洙, 金重穆, 崔重夏, 박광옥, 배희범 등 8명에게 교수형이 선고됐고, 趙燁, 朴鼎悳 등 2명에게 징역 10년이 선고되었다. 4월 22일 존 하지는 군사위원회의 판결을 검토 후 중앙청공보부를 통하여 다음과 같은 최후적 조치를 발표하였다. "1) 박광옥 및 배희범의 사형은 승인하나 그 집행은 추후 재심할 시까지 보류함. 2) 김석황·申一俊·金重穆·崔重夏의 사형은 종신형으로 감형함. 3) 趙尙恒 및 孫禎秀의 사형은 10년형으로 감형함. 4) 趙燁 및 朴鼎悳의 10년형은 5년형으로 감형함."

#### 단선단정론 대 남북협상론: 이승만과 김구·김규식의 갈등 (1948)
1948년 1월 23일 유엔 한국 임시위원단의 북한 입국을 유엔 소련 대표 안드레이 그로미코가 거부했다. 제2차 미소공위 때 분열됐던 임정 출신 인사들은 이를 기점으로 이승만의 단선단정론(외교적 통일)을 지지하는 측과 김구·김규식의 남북협상론(자주적 통일)을 지지하는 측으로 정리되어 대립하였다. 김구가 단선단정 노선에서 이탈하자 이승만은 자신의 단선단정론을 초지일관 지지했던 한국민주당과 연대하기 시작했고, 김성수는 언론에 노출된 활동을 하기 시작했다.
1948년 1월 26일 김구는 김규식을 방문하여 유엔 한국 임시위원단에서 개진할 의견을 협의하였다.
1948년 1월 28일 김구는 유엔 한국 임시위원단에게 '미소양군이 철수하여 군정의 간섭없이 유엔 치안 하에 자유스러운 선거를 치러야 하며, 남북지도자회의를 소집할 것'을 요구하는 의견서를 보냈다.
1948년 2월 9일 김구와 김규식은 유엔 한국 임시위원단의 크리슈나 메논에게 남북한 동시 총선거 성립을 위한 남북협상을 재차 제안하였다.
1948년 2월 10일 김구는 통일정부 수립을 절규하는 《삼천만 동포에게 읍소함》 이란 제목으로 남한 단독 총선거의 성명을 발표하였다. "단독정부를 중앙정부라고 명명하여 자기위안을 받으려하는 것은 군정청을 남조선 과도정부라고 하는 것이나 다름이 없는 것이다. 사은망념(邪恩忘念)은 해인해기(害人害己)할 뿐이니 통일정부 독립만 위하여 노력할 것이다."
1948년 2월 26일 유엔은 남한 단독 총선거 실시를 가결하였다.
1948년 2월 28일 김규식은 "남조선 선거에는 물론 불참하겠다. 그러나 남조선 선거에는 반대치 않겠고 이 앞으로 아무런 정치행동에도 불참하겠다"고 말했다. 반면 3월 15일 민족자주연맹은 한독당과 연계하여 선거반대전선을 모색하였다.
1948년 3월 1일 김구는 '초대 대통령은 나의 숭배하는 선배인 이승만 박사를 추대하나 남한 단독 총선거에는 응할 수 없다'고 선언하였다.
1948년 3월 12일 유엔 소총회에서 조선에 가능한 지역만에서라도 총선거를 실시하여 조선의 중앙정부를 수립하자는 미국측 제안이 통과되자 김구, 김규식, 김창숙, 조소앙, 조성환, 조완구, 홍명희는 이에 반대하여 총선에 불참한다는 공동성명서를 발표하였다.
1948년 4월 12일 국민의회는 주석 이승만, 위원 김성수·지청천을 해임하고 의장에 유림 부의장에 엄항섭을 선임였다.

1948년 38선에서 김구

1948년 4월 19일 김구 일행은 북한으로 출발했다. 4월 21일 김규식 일행은 38선을 넘어 북행하였다.
1948년 4월 23일 남북연석회의에서 '조선정치정세에 관한 결정서'와 '전조선동포에게 보내는 격문'이 결정되었다. 그리고 4월 25일 평양방송은 이 결정서와 격문을 방송하였는데, 이로 말미암아 국내 정계에 일대 파문이 일어났다. 발표된 결의서와 격문이 이때까지 남북협상을 추진해 온 근본이념과는 상당한 거리가 있음을 발견한 김구·김규식 산하 진영은 그 진상을 파악하기 위하여 4월 26일 연락원을 급파하였으나 소련측의 입국거부로 인하여 빈손으로 귀경하였다. 같은날 4월 25일 이승만은 선출되지 않은 김구와 김규식은 남한 대표의 자격이 없으며, "남북협상은 소련에게 이용당한 결과"라고 혹평했다. 4월 27일 민족진영 각계는 남북협상을 부정적으로 평가하였다.
1948년 4월 30일 평양의 김두봉의 집에서 김구, 김규식, 김일성, 김두봉의 '4김 회동'이 열렸다. 김두봉의 제의 하에 연백평야에 공급하다 중단된 수리조합 개방문제, 남한으로 공급하다 중단한 전력의 지속적인 송전문제, 조만식의 월남허용문제, 만주 여순에 있는 안중근의 유골 국내이장문제 등에 관해 논의하였고, 이에 김일성은 수리조합 개방, 전력 송전에 대해서는 즉석에서 수락하였고, 조만식과 안중근 이장문제는 뒤로 미루었다. 그러나 5월 5일 김구와 김규식이 서울로 돌아와 5월 6일 국민들에게 이 사실을 발표한 며칠 뒤, 다시 수리조합과 전력송전을 중단하고 약속을 이행하지 않았다. 결국 남북협상은 아무런 성과도 거두지 못하고, 이후 대한민국 정부 수립 과정에서 이들 통일정부수립노선을 택하였던 인사들이 배제되는 결과만을 가져왔다.
1948년 5월 2일 북한은 남북협상을 근거로 조선민주주의인민공화국 사회주의헌법을 채택하였다.
1948년 5월 5일 오후 8시경 김구·김규식 등은 일행 60여명과 같이 서울에 무사히 도착하였다.

### 대한민국 정부 수립 및 임정 해산 (1948)
1948년 5월 10일 대한민국 제헌 국회의원 선거가 실시되었다. 김구와 한국독립당 등 남북협상파는 선거에 불참하였고, 이에 이승만과 독촉국민회 등 단선단정파가 최다 당선자를 배출하였다. 그러나 독촉국민회는 한 목소리를 내는 정당이 아니라 범우익 사회단체였기 때문에 실질적인 국회 제1당은 한국민주당이 되었다.
1948년 6월 7일 김구는 대통령 책임제를 지지하면서, 내각 책임제를 거론하는 한국민주당 중심의 국회는 임정 법통계승과 무관함을 시사하였다. "대통령을 군주같이 앉혀놓고 수상이 모든 일에 책임을 진다는 것은 비민주제도일 것이다. 민중이 대통령을 전출한 이상 모든일을 잘하던지 못하던지 대통령이 책임을 지고 일을 하여나가야 할 것이지 그렇지 않다면 사리에 맞지 않는 일이라고 아니할 수 없다." 이날 이승만도 기자회견에서 대통령 책임제와 임정 계승을 언급하였다. "현재의원 형태(내각 책임제)로서는 대한민국임시정부의 법통을 계승하는 아무 조건도 없다고 본다." 그리하여 제헌 헌법은 대통령 책임제를 기초로 하는 것으로 조정되었다.
1948년 7월 17일 제정된 제헌 헌법에 "기미 삼일운동으로 대한민국을 건립하여"라고 명시되었고, 제헌 국회 의장 이승만은 국회개원식 축사를 통해 대한민국 정부의 임정 계승을 확실히 밝혔다.
1948년 8월 15일 대한민국 정부가 수립됨으로써 대한민국 임시정부는 해산하였다. 임정 초대 대통령이자 마지막 주석이었던 이승만이 대한민국의 초대 대통령이 되었고, 이시영이 초대 부통령이 되었다. 이승만은 대한민국 정부가 대한민국 임시정부의 법통을 계승함을 천명하고 연호를 '민국 30년'으로 기산하였다.

## 논란

### 임정법통론

#### 대한민국 정부 수립 이전 각 세력의 입장
- 우익 진영
  - 김구와 이승만 등 대한민국 임시정부 계열 우익인사들은 임시정부 수립 초기부터 임정법통론을 제기하였다. 현대의 임정법통론에 대한 인식과는 달리, 본디 임정법통론은 일본 제국, 창조파, 개조파, 조선민족혁명당, 내각책임제 등으로부터 임시정부를 지키기 위한 이승만과 김구의 주된 주장이었다.[246][247][248]
  - 1923년 국민대표회의에서 창조파와 개조파가 대립할 때 임정 대통령 이승만과 김구 등은 '임정고수파' 입장에 섰다.[249][250]
  - 조선민족혁명당의 결성에 앞서 임시정부 해체론이 제기되자, 1935년 5월 19일 김구는 '임시의정원 제공에게 고함'이라는 제목으로 임정 해산의 부당성을 지적한 경고문을 발표했다.[251][252][253]
  - 1941년 12월 7일 진주만 공격을 계기로 태평양 전쟁이 발발하자 일본의 패배가 당연하다고 생각한 이승만은 미국 및 스위스 등을 무대로 일본 제국이 망하는 즉시 한국이 일본 제국에게 빼앗긴 주권을 돌려받을 수 있도록 미국 등 국제사회가 대한민국 임시정부를 정식 승인해야 된다는 외교활동을 광복이 올 때까지 계속하였다.
  - 1946년 1월 8일 임정은 1941년에 이미 채택, 공포된 대한민국 건국강령을 발표하였다.[254]
  - 1947년 3월 1일 대한독립촉성국민회는 국민의회의 임정 법통을 승인하고 대한민국 임시정부를 봉대한다고 결의하였다.[201]
  - 1948년 6월 4일 제헌 헌법 초안이 발표되자,[255] 6월 7일 김구는 내각책임제를 거론하는 현 국회는 임정 법통 계승과 무관함을 시사하였다. "대통령을 군주같이 앉혀놓고 수상이 모든 일에 책임을 진다는 것은 비민주제도일 것이다. 민중이 대통령을 전출한 이상 모든일을 잘하던지 못하던지 대통령이 책임을 지고 일을 하여나가야 할 것이지 그렇지 않다면 사리에 맞지 않는 일이라고 아니할 수 없다." "영국과 일본과 같은 제도는 군주국제도고 미국은 민주제도인 만큼 민주국제도가 우리나라에 적합하다고 생각하는 고로 그것을 깊이 이해하도록 노력하겠다."[243] 같은 날인 6월 7일 이승만도 기자회견에서 대통령책임제와 임정 계승을 언급하였다. "현재의원 형태(내각책임제)로서는 대한민국임시정부의 법통을 계승하는 아무 조건도 없다고 본다."[244] 1948년 6월 22일 헌법기초위원회는 국무원책임제를 대통령임기제로 하는 번안을 가결하였다.[256]
  - 1948년 7월 17일 제정된 대한민국 헌법 제1호(제헌 헌법)에는 "기미 삼일운동으로 대한민국을 건립하여"라고 명시되었고,[8] 제헌 국회 의장 이승만은 국회개원식 축사를 통해 대한민국 정부의 임정 계승을 확실히 밝혔다.[9]
- 미군정
  - 임정 당시 임정이 소재했던 중화민국이 전략적 측면에서 인정하였으며 임정의 활동을 지원하였으나 군사적 문제에서 전적으로 중국 정부의 통제지휘가 있었다. 설립 당시 국가의 3요소인 영토, 주권, 국민이 부재했기 때문에 해방후 38선 이남을 점령한 미국의 미군정은 임시정부를 국가의 정부로서 인정하지 않았다.
- 한국민주당
  - 임정법통론을 인정하고 '임정봉대론'까지 내세운 세력은 당시 대중의 지지가 약한 극우진영의 한국민주당이었다. 이는 장준하의 회고에도 자세히 나온다. 장준하 회고에 의하면 '임정 요인들이 귀국하자 친일세력 및 한민당 세력에서 잘 부탁드린다'며 요리집, 술집에서 온갖 융숭한 대접을 했다고 한다.
  - 한국민주당은 1947년 12월 2일 장덕수 피살 사건을 계기로 1948년 1월 21일 임정수립대책협의회를 한국독립정부수립대책협의회로 개칭, 임정봉대론을 철회하고 사실상 임정과의 결별을 선언하였다.[218]
- 여운형
  - 여운형은 임정법통론을 반대하였다. 임정의 공헌은 어느 정도 인정하는 조선공산당과 달리 여운형은 몇가지 점에서 중경 임정 추대에 반대하였다.[257][258]
    - 임시정부는 30년간 해외에서 지리멸렬하게 유야무야 중에 있던 조직이니 국내에 기초가 없어 군림이 불가하다는 점
    - 연합국한테 승인되지도 될 수도 없다는 점
    - 미주(美洲), 연안, 시베리아, 만주 등지의 혁명단체 중에는 임시정부보다 몇 배가 크고 실력 있고 맹활동한 혁명단체가 있으며 그네들 안중에는 임시정부가 없다는 점
    - 국내에서 투옥되었던 혁명지사가 다수인데 , 안전지대에 있었고 객지고생만 한 해외 혁명가 정권만을 환영하는 것은 잘못된 점이라는 점
    - 중경 임정을 환영하는 자들은 아무런 혁명 공적이 없는 자들로 호가호위(狐假虎威)하려는 것이고 건준의 정권수립권(權)을 방해하는 수단이 된다는 점
    - 중경 임정만을 환영하는 것은 해내해외의 혁명단체의 합동을 방해하고 혁명세력을 분열시키는 과오라는 점
- 공산진영
  - 조선공산당은 1945년말 임정 환국 직전 임정의 공헌은 어느 정도 인정하지만, 일제의 식민지 체제하에서 악전고투하며 구사일생해온 것은 노농대중이며, 이들이 민족해방의 주체라고 주장하였다. 즉, 국내 혁명세력을 민족해방운동의 중심에 두고 인공이 그것을 이어받았다는 이유를 들어 임정 추대에 반대하였다.[259][257][260]
  - 박헌영은 1945년 11월 23일에 임시정부 주요 요인들이 귀국했을 때 박헌영은 12월 12일자로 발표된 '망명정부에 대하여'라는 제목의 성명에서 임시정부를 '망국정부'라 지칭하고 임시정부요인들을 '망국인사'라 지칭하며 그들의 권력욕과 패권주의를 비난한다는 주요 내용을 발표했다.[261]
  - 허헌은 '임시정부가 주최하는 비상국민회의를 염두에 두며 법통이라는 유행어가 있는데 이는 옳지 못하다. 무엇이 법통이며 법통을 주장하는 자가 누구며 김구 일파가 법통을 주장하는 것은 부당한 것'이라고 주장하였다.[262]

#### 대한민국 정부 수립 이후 각 세력의 입장
- 대한민국
  - 1948년 7월 17일 제정된 대한민국 헌법 제1호(제헌 헌법)에는 "기미 삼일운동으로 대한민국을 건립하여 세계에 선포한 위대한 독립정신을 계승하여"라고 명시되었고,[8] 제헌 국회 의장 이승만은 국회개원식 축사를 통해 대한민국 정부의 임정 계승을 확실히 밝혔다.[9]다만 제헌 헌법을 제정했던 제헌 국회의 헌법기초위원장은 당시에 "임시정부 정신을 계승한다는 말이지 임시정부의 헌장이라든지 임시정부의 모든 제도를 계승한다는 말은 아니다"고 했다. 그리고 제헌 헌법은 임시정부 헌장의 '개정'이 아니라 별도의 '제정' 절차를 밟은 것이다.[263] 헌법학자인 성낙인 전 서울대학교 총장의 <헌법학>에서도 “대한민국임시정부의 법통 계승은 어디까지나 정통성의 계승으로 이해되어야지 실정헌법질서상의 적법성의 계승을 의미하는 것은 아니다. 헌법 전문의 ‘대한민국 임시정부의 법통 계승’은 대한민국의 정통성이 바로 3·1운동 및 대한민국임시정부에 있음을 천명한 것이다. 그러나 이 법통의 계승은 어디까지나 ‘정통성’의 계승을 의미하며 실정헌법질서에서 ‘적법성’의 계승을 의미하는 것은 아니다.”고 지적된 바 있다.[264]
  - 1948년 8월 15일 대한민국 초대 대통령 이승만은 대한민국 임시정부의 법통을 계승함을 천명하고 연호를 '민국 30년'으로 기산하였다.[245]
  - 1948년 12월 16일 김구는 기자의 "금번 유엔에서 대한민국정부가 48 대 6이라는 절대 다수로 승인되었는데 금후에 있어서도 법통을 주장할 것인가?"라는 질문에 "세계 각국이 모두 현정부를 승인하였다고 하더라도 현재 분열되고 있는 만큼 법통을 무시할 수는 없을 것이다"라고 대답하여 대한민국 정부의 임정 법통을 강조하였다.[265]
  - 1962년 12월 26일 개정된 대한민국 헌법 제6호에는 제헌 헌법 시기부터 전문에 수록된 "기미 삼일운동으로 대한민국을 건립하여" 부분이 "3·1운동의 숭고한 독립정신을 계승하고 4·19의거와 5·16혁명의 이념에 입각하여 새로운 민주공화국을 건설함"이라고 바뀌었다. 이는 박정희를 위시한 군부 쿠데타에 정당성을 부여하기 위해서였다. 박정희 정부는 그런 한편 임정을 중심으로 독립운동을 크게 선양하였다. 1962년, 1963년, 1968년 등 여러 차례에 걸쳐 오늘날 김구 등 우리가 아는 독립운동가들 대부분에게 대대적으로 건국훈장을 서훈하였다. 또 한편 박정희 정부가 헌법에서 임정법통론과 관련된 부분을 없애자 1948년 장덕수 피살 사건 이후 임정봉대론을 철회했던 민주당계 정당이 보수정당보다 오히려 더 임정법통론에 적극적이게 되었다.[218][266][267]
  - 1987년 10월 29일 개정된 대한민국 헌법 제10호에는 "3·1운동의 숭고한 독립정신을 계승하고 4·19의거와 5·16혁명의 이념에 입각하여 새로운 민주공화국을 건설함" 부분을 "3·1운동으로 건립된 대한민국임시정부의 법통과 불의에 항거한 4·19민주이념을 계승하고"이라고 바꾸어 대한민국 임시정부를 직접 명시하였다.
- 미국
  - 2019년 4월 10일, 한미동맹 결의안 발의 중, 미 의회는 대한민국 임시정부를 대한민국 건국의 시초로 공식인정하는 결의안을 추진했다.[268][269] 실제 법안 통과 여부는 알려지지 않았다.
- 조선민주주의인민공화국
  - 조선민주주의인민공화국은 임정을 부르주아 집단으로 간주하여 독립운동 단체로 인정하지 않고 있다.

## 역대 수반
한국사데이터베이스 > 대한민국임시정부자료집 45 45권 총목차 > 대한민국임시의정원-대한민국임시정부 직원록 > 2. 각료 · 국무원 · 국무위원 명단

### 국무총리제 (1919. 4 ~ 1919. 9)
- 1대 국무총리 이승만 (1919년 4월 11일 ~ 1919년 4월 30일)
  - (국무총리 대리) 이동녕 (1919년 4월 30일 ~ 1919년 5월 9일)
  - (국무총리 대리) 안창호 (1919년 6월 28일 ~ 1919년 8월 27일)

### 대통령제 (1919. 9 ~ 1925. 7)
- 1대 대통령 이승만 (1919년 9월 11일 ~ 1925년 3월 23일)
  - (대통령 대리) 박은식 (1924년 12월 11일 ~ 1925년 3월 23일)
- 2대 대통령 박은식 (1925년 3월 23일 ~ 1925년 7월 7일)

### 국무령제 (1925. 7 ~ 1927. 4)
- 1대 국무령 이상룡 (1925년 7월 7일 ~ 1926년 2월 18일)
- 2대 국무령 홍진 (1926년 7월 7일 ~ 1926년 12월 9일)
- 3대 국무령 김구 (1926년 12월 10일 ~ 1927년 4월 11일)

### 국무위원제 (1927. 8 ~ 1940. 10)
- 1대 주석 이동녕 (1927년 8월 19일 ~ 1933년 3월 6일), 주석 겸 법무부장
- 2대 주석 송병조 (1933년 3월 6일 ~ 1933년 12월 30일), 주석 겸 재무부장
- 3대 주석 양기탁 (1933년 12월 30일 ~ 1935년 9월 1일), 주석 겸 군무부장
- 4대 주석 이동녕 (1935년 11월 2일 ~ 1940년 3월 13일)

### 주석제 (1940. 10 ~ 1948. 8.)
- 1대 주석 김구 (1940년 10월 9일 ~ 1944년 4월 22일)
- 2대 주석 김구 (1944년 4월 24일 ~ 1947년 3월 3일[10])
- 3대 주석 이승만 (1947년 3월 3일[10] ~ 1948년 4월 12일[232])

## 같이 보기
| - 국무원 - 의정원 - 대한민국 임시정부의 각료 - 한국의 독립운동 - 3·1 운동 - 노령 임시정부 - 한성정부 - 조선민국 임시정부 - 신한청년당 - 한국독립당 - 한국 광복군 | - 파리강화회의 - 미군정 - 조선인민공화국 - 안창호 - 이승만 - 이동녕 - 김구 - 김규식 - 김원봉 - 조소앙 - 광복회 | - 민족혁명당 - 장제스 - 자유 프랑스 - 대한민국 건국절 논쟁 - 대한민국 임시정부 수립 기념일 - 연합국 (제2차 세계 대전)#대한민국 임시정부 - 대한민국 정부 - 제헌 헌법 - 국립대한민국임시정부기념관 - 일제강점기#입법 행정 |

## 참고 자료
- 고성진 (2008년 7월 15일). “'뉴라이트는 근대화 신화에서 깨어나라!' - 임정기념사업회 등, 건국 60년 세미나서 '임정 정통성' 강조”. 플러스코리아(PlusKorea). 2016년 3월 10일에 원본 문서에서 보존된 문서. 2008년 7월 25일에 확인함.
- 강준만, 《한국현대사산책:1940년대편 1~2》 (강준만, 인물과사상사, 2006)

| 한국의 역사 | 한국의 역사                     | 한국의 역사                   |
| 이전 시대   | 대한민국 임시정부 1919년~1945년 | 다음 시대                     |
| ----------- | ------------------------------- | ----------------------------- |
| 일제강점기  | 대한민국 임시정부 1919년~1945년 | 재조선 미국 육군사령부 군정청 |